# Chiesa di Sant'Agostino (Vicenza)
La chiesa di Sant'Agostino (un tempo abbazia di Sant'Agostino) è un edificio religioso di Vicenza. Costruita nel XIV secolo sull'area o nei pressi della precedente chiesa di San Desiderio, è situata alla periferia occidentale della città, dove ha dato il nome al viale e alla frazione omonimi. Dal 1925 la chiesa è sede della parrocchia di Sant'Agostino.

## Storia

### XII e XIII secolo: San Desiderio

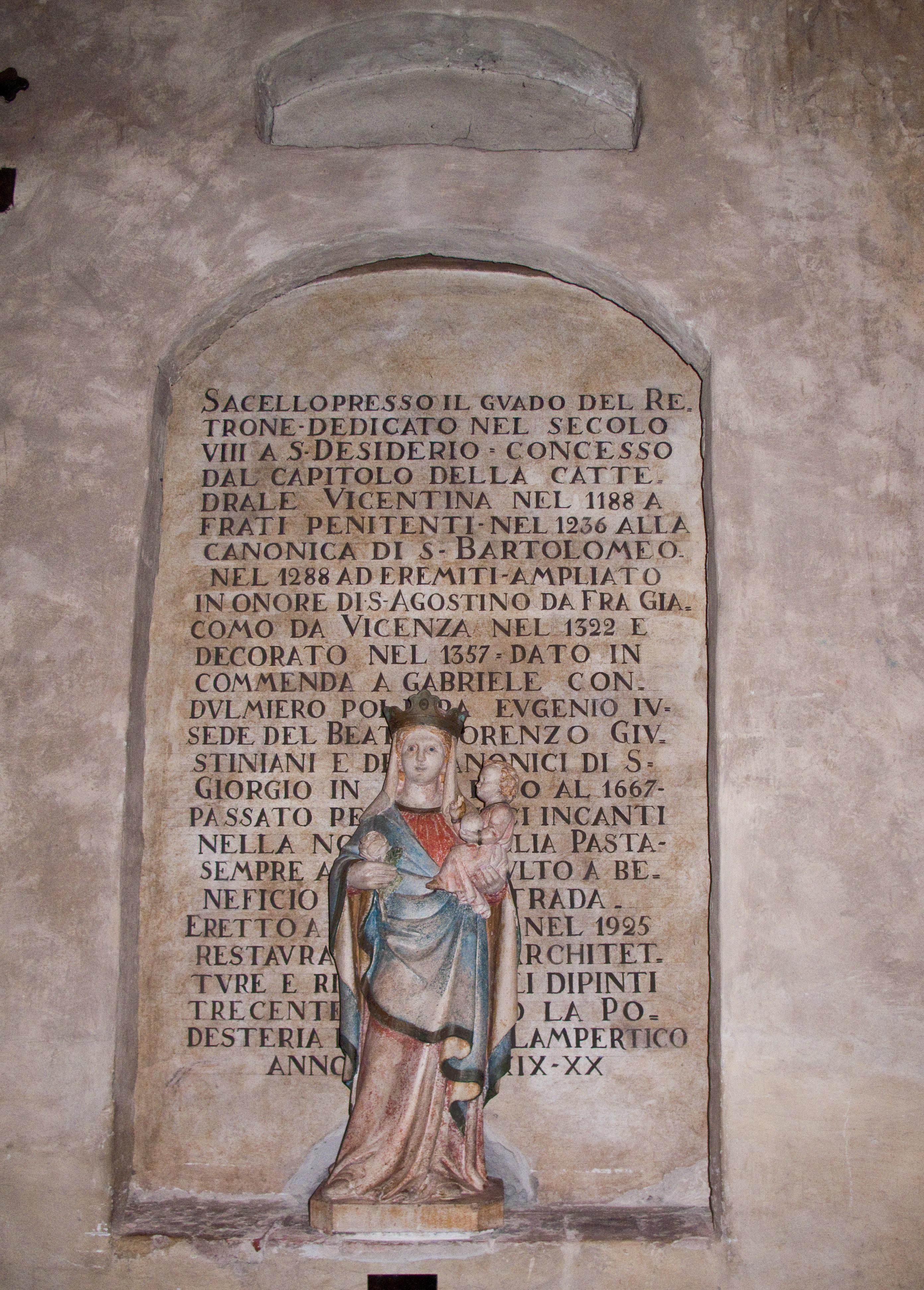
Madonna e iscrizione, dettata da mons. Domenico Bortolan

Secondo la tradizione e secondo lo storico vicentino Giovanni Mantese, dove oggi vi è la chiesa di Sant'Agostino esisteva, forse già dall'VIII secolo, un'antica chiesetta dedicata a san Desiderio che viene citata in alcuni documenti: il più antico, importante e chiaro è il privilegium del 1186, con il quale papa Urbano III confermava ai canonici della cattedrale la donazione loro fatta l'anno precedente dal vescovo Pistore di alcune chiese, tra cui quella di San Desiderio.
Verso la fine del XII secolo, uno dei canonici concedeva la chiesa a una comunità di laici sposati dediti alla vita in comune, alla povertà e all'obbedienza. Di questa comunità non si sa altro, ma solo che non durò a lungo: nel 1236 i canonici e le canonichesse di San Marco di Mantova, che seguivano la regola di Sant'Agostino e risiedevano nel monastero di San Bartolomeo in Borgo Pusterla a Vicenza, ricevettero dai canonici l'investitura della chiesa con tutti i suoi privilegi ed i possedimenti che vi erano annessi. Vi rimasero circa cinquant'anni, finché nel 1288 il priore comunicò la rinuncia per l'impossibilità di far fronte alle ingenti spese. È probabile che, su proposta dello stesso priore, vi si sia allora insediata un'altra comunità laica.

### XIV secolo: Sant'Agostino
Agli inizi del Trecento, però, la chiesa era in rovina. Nel 1319 un certo Giacomo, figlio di ser Cado, che voleva abbracciare a sua volta la regola agostiniana, si presentò al vescovo di Vicenza Sperandio, di fronte al quale si impegnò a restaurare l'antica chiesetta con le elemosine dei fedeli. Tra il 1323 e il 1357 la chiesa fu ricostruita nelle forme della transizione romanico-gotica e dedicata a sant'Agostino.
Secondo lo storico Sottani, che cita una ricerca di Cattelan, è ormai dimostrato che l'antica chiesa di San Desiderio e quella di Sant'Agostino non coincidono, ma la seconda sia stata costruita nei pressi della prima, i cui resti sono stati individuati.
In un tempo in cui vi era una certa rilassatezza della vita religiosa e dei costumi nei monasteri vicentini, viene invece ricordata la santità di vita di Giacomo e dei suoi religiosi. Ammirati da questa comunità, contribuirono a coprire le spese della costruzione non solo i vicentini, ma anche i veronesi e persino gli Scaligeri, a quel tempo signori di Vicenza. Cangrande II - come dice l'iscrizione sull'architrave della porta - volle che la dedicazione della chiesa fosse fatta con grande solennità. Quando Giacomo morì, presumibilmente intorno al 1340, la comunità contava su 15 religiosi, un numero consistente se paragonato a quello degli altri monasteri della città.
Dopo di lui, però, l'abbazia ebbe un rapido declino. Intorno al 1389 il papa Urbano VI la cedette all'ordine dei Giovanniti, mentre dieci anni più tardi venne data in commenda al prete Bartolomeo da Roma, fondatore dei Canonici Regolari Lateranensi che, all'inizio del Quattrocento, prepararono la strada all'ingresso dei Canonici regolari di San Giorgio in Alga.

### XV-XVIII secolo
Il priorato di Sant'Agostino, ormai disabitato, venne affidato a Gabriele Condulmer, cofondatore della congregazione e in seguito eletto papa con il nome di Eugenio IV; nel 1407 gli successe un altro dei cofondatori, Lorenzo Giustiniani che rimase sostanzialmente in Sant'Agostino fino al 1433, quando fu nominato vescovo di Castello in Venezia. Di questo periodo rimangono pochi documenti, che testimoniano però l'ammirazione dei vicentini per la santità di vita di questi monaci, in un periodo di generale rilassatezza dei costumi. Erano pochi, ma ciò dipendeva probabilmente dalle rendite troppo modeste e dall'infelice posizione del monastero, ubicato in una zona ancora paludosa e malsana, il Bassicum.
Forse per questi motivi, nel 1486 la comunità, su richiesta del Comune di Vicenza, fu trasferita dal papa Giulio II alla chiesa di San Rocco, di recente eretta in città nel quartiere di Porta Nova, per costruirvi l'annesso monastero. Sant'Agostino rimase praticamente abbandonato, tanto che qualche anno dopo lo stesso papa impose alla rettore di San Rocco di mandarvi a vivere lì tre sacerdoti. La situazione, comunque, si dovette notevolmente aggravare, al punto che alla metà del XVI secolo si parlava di demolire il monastero, anche per evitare le spese di manutenzione. Durante la visita del cardinale Valier nel 1584, l'abbazia di Sant'Agostino non veniva nemmeno considerata.
Nel 1668 papa Clemente IX soppresse la congregazione - come molte altre per vendere i beni e finanziare la guerra contro i turchi - e il patrizio veneziano Antonio Pasta acquistò la chiesa e gli edifici annessi per 11.500 ducati, per costituirvi un giuspatronato laico. Continuò però la decadenza del monastero; nel 1689 il cardinale Giovanni Battista Rubini trovò la chiesa nel massimo disordine e il monastero in rovina; a questo si aggiungevano contestazioni e dissidi con l'abate benedettino di San Felice che durarono per decenni.
La chiesa fu gestita dalle suore Teresine, che avevano sostituito la Congregazione dei canonici di san Giorgio in Alga anche a San Rocco, e il clero secolare vi celebrava ma in modo saltuario dopo il 1786.

### XIX-XX secolo
Dopo la soppressione napoleonica degli ordini religiosi, anche le suore non curarono più il complesso. Il chiostro crollò nel 1828 e la chiesa fu chiusa nel 1898, perché anch'essa minacciava di crollare. Nella totale assenza di un sostegno economico pubblico, il notaio Giacomo Bedin finanziò interamente il restauro che restituì l'abbazia alle antiche forme.
La chiesa fu così riaperta al culto nel 1905, staccandosi a poco a poco dalla parrocchia di San Felice: nel 1920 divenne curazia, nel 1922 fu celebrato il sesto centenario della fondazione e fu costruita la casa canonica sul luogo dell'antico monastero, il 13 settembre 1925 infine divenne parrocchia autonoma.
Negli anni 1941-43 il parroco di quel tempo, Federico Maria Mistrorigo, fece eseguire un ulteriore importante ciclo di restauri; nello spazio a sud della chiesa, su avanzi dell'antico monastero, venne costruito un edificio in stile neogotico, poi adibito a scuola elementare. Nel 1951 fu costruito un nuovo chiostro, dedicato ai caduti in guerra, utilizzando le colonne seicentesche del coro demolito all'interno della chiesa per realizzare un colonnato a sostegno di un portico; la vera da pozzo proviene dall'ex convento di San Biagio Nuovo.

Il nuovo chiostro
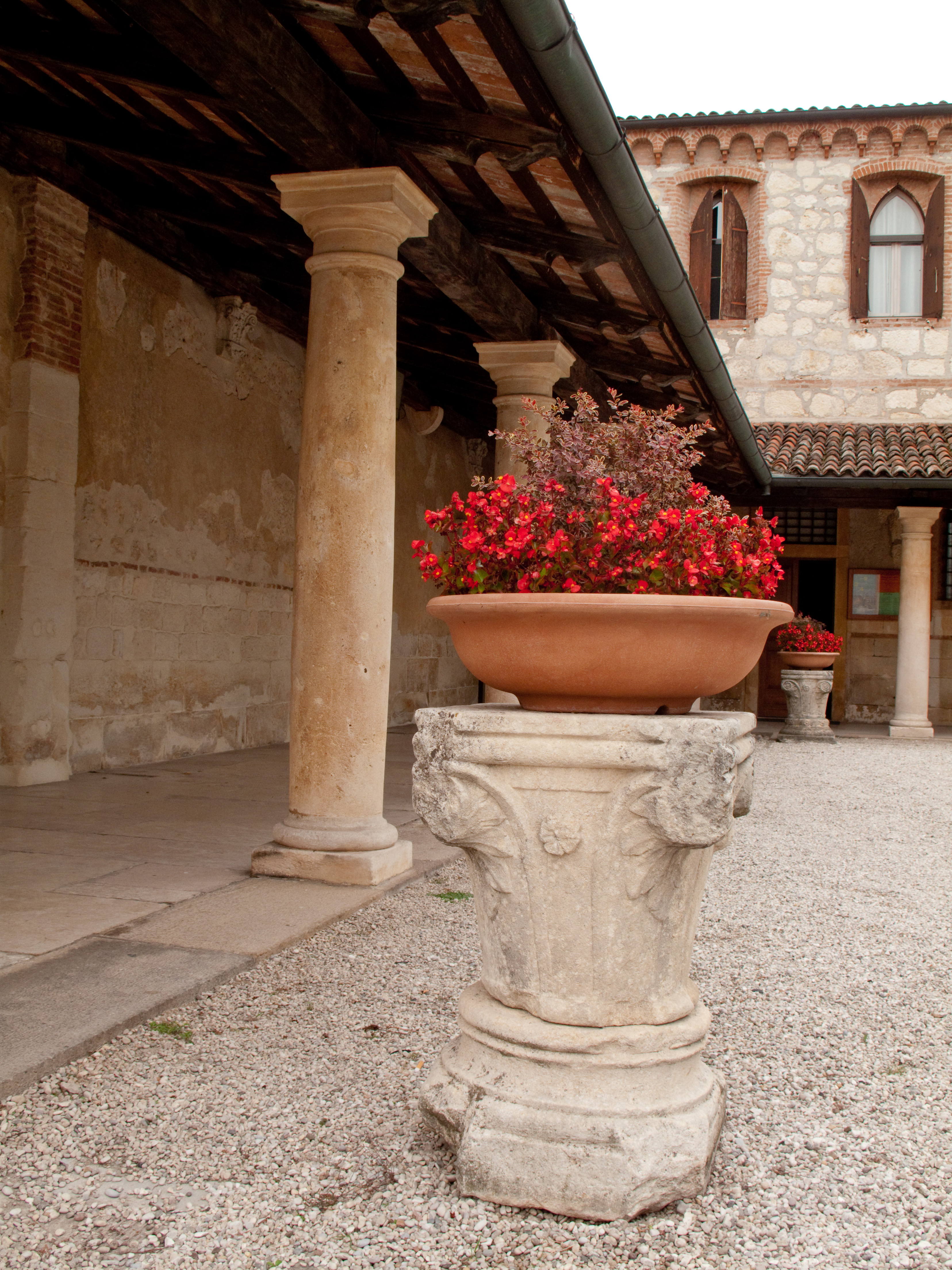
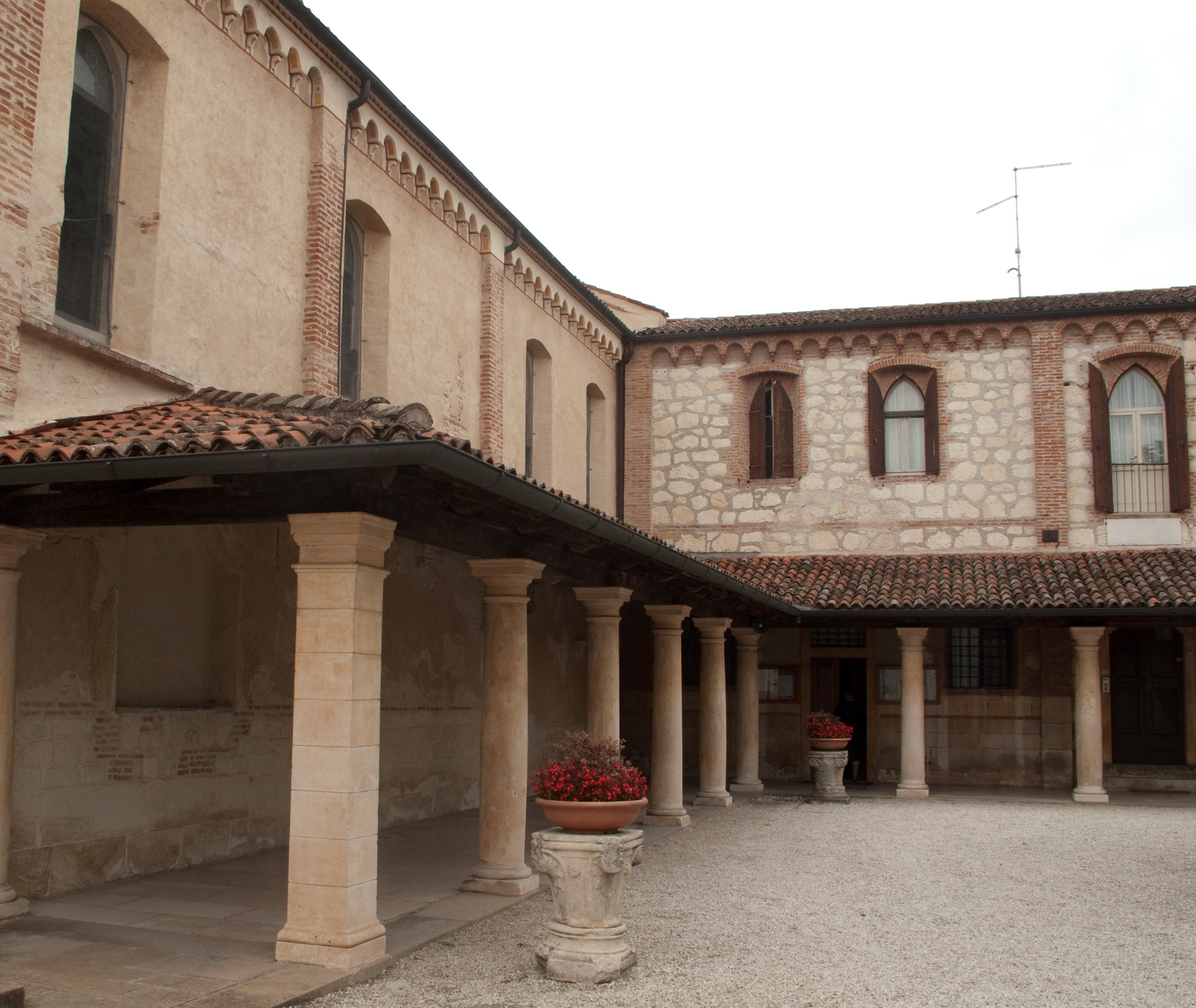
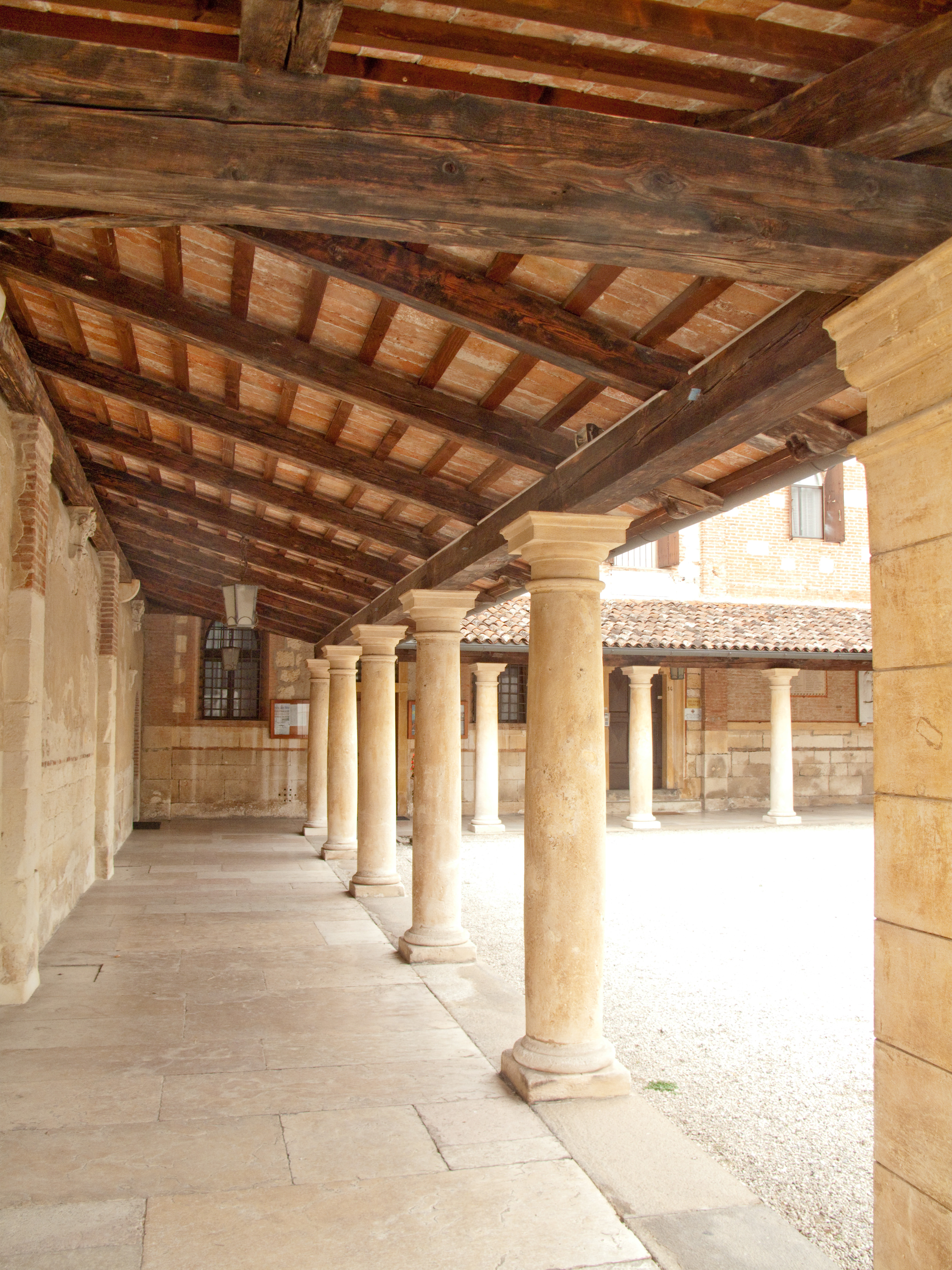
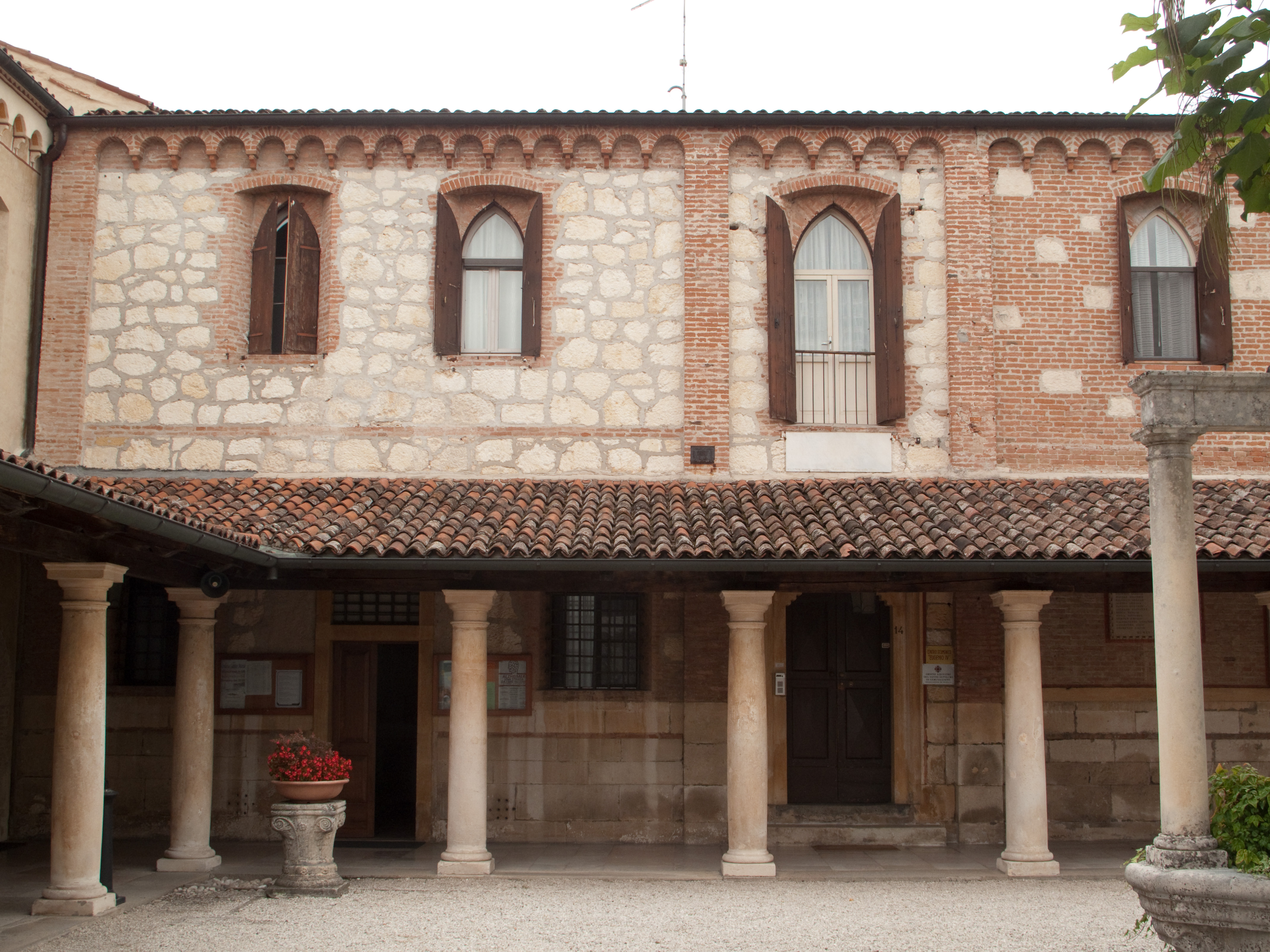
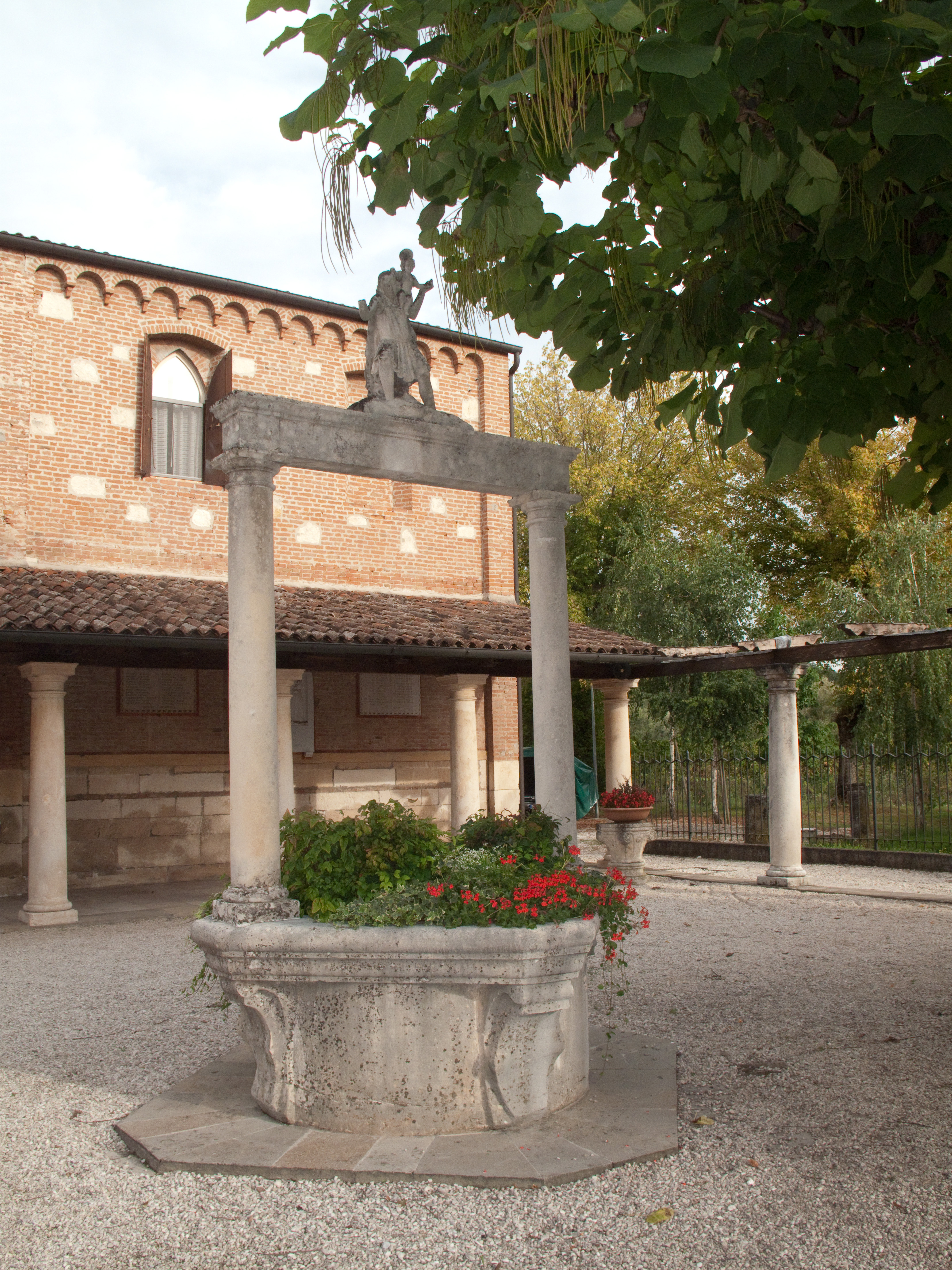

## Descrizione

### Esterni
La chiesa trecentesca è costituita da un'unica grande navata (lunga circa 25 m. e larga 13) secondo la tipologia delle chiese costruite a quel tempo dagli ordini mendicanti. Sotto il tetto a capanna la cornice è decorata da tre file di mattoni a dente di sega e da una fila di archetti pensili:
La facciata è divisa in tre parti, quella centrale è racchiusa da due lesene che delimitano il portale, un rosone e una nicchia superiore, un tempo affrescata. Sull'architrave in pietra del portale è riportata un'iscrizione in latino che esplicita le origini, l'andamento e la conclusione dei lavori di costruzione della chiesa, cui contribuirono famiglie vicentine e veronesi, tra le quali i Della Scala.
Sulla parete meridionale, che dava sul chiostro, si aprono quattro ampie finestre. La parete settentrionale senza finestre porta al campanile, anch'esso costruito nel Trecento: ogni lato della torre è incorniciata da tre lesene e due cornici con archetti esili la suddividono in due parti. In alto si aprono quattro ampie bifore con semplici colonnine munite di capitelli.

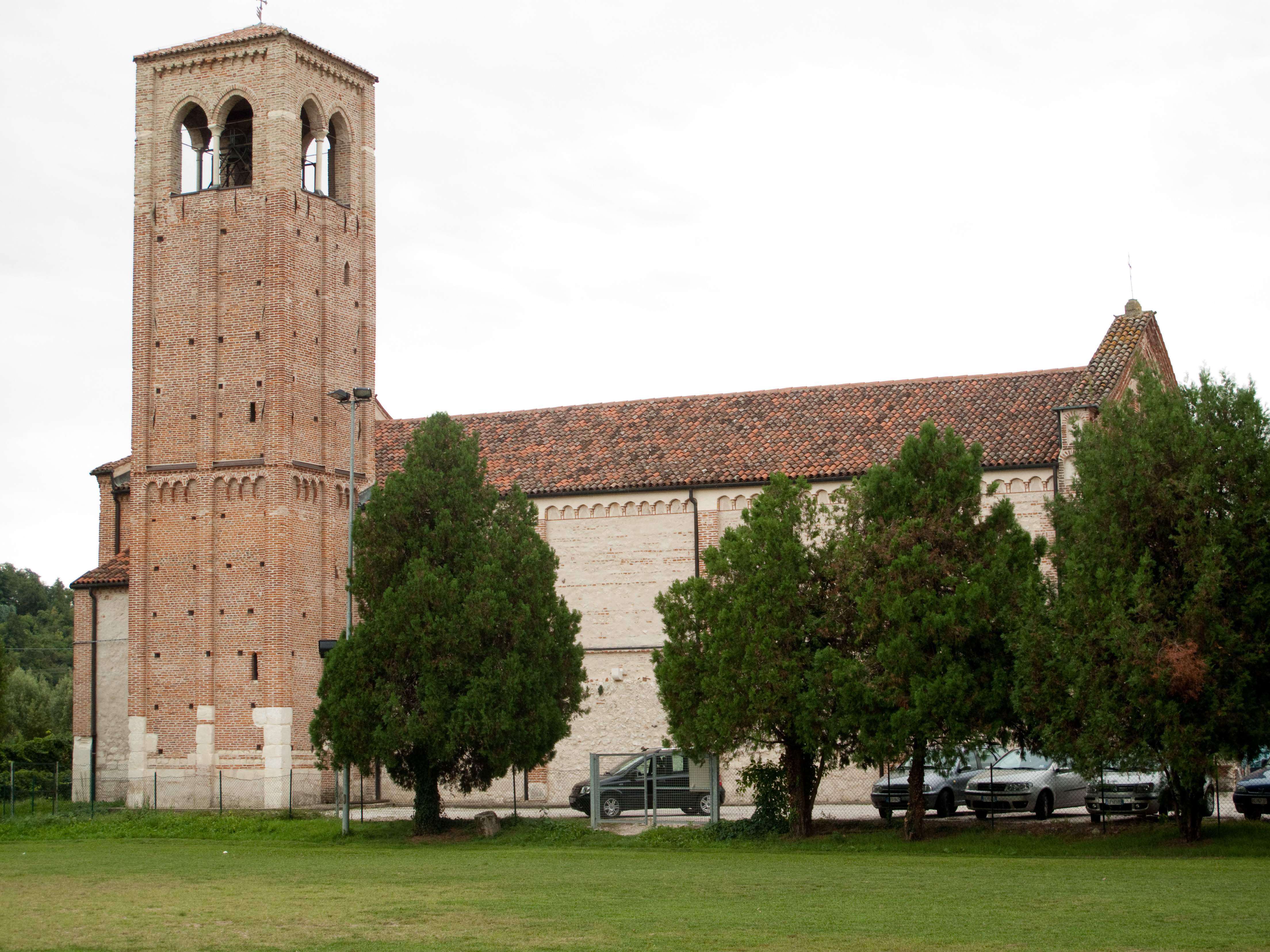
Fianco settentrionale
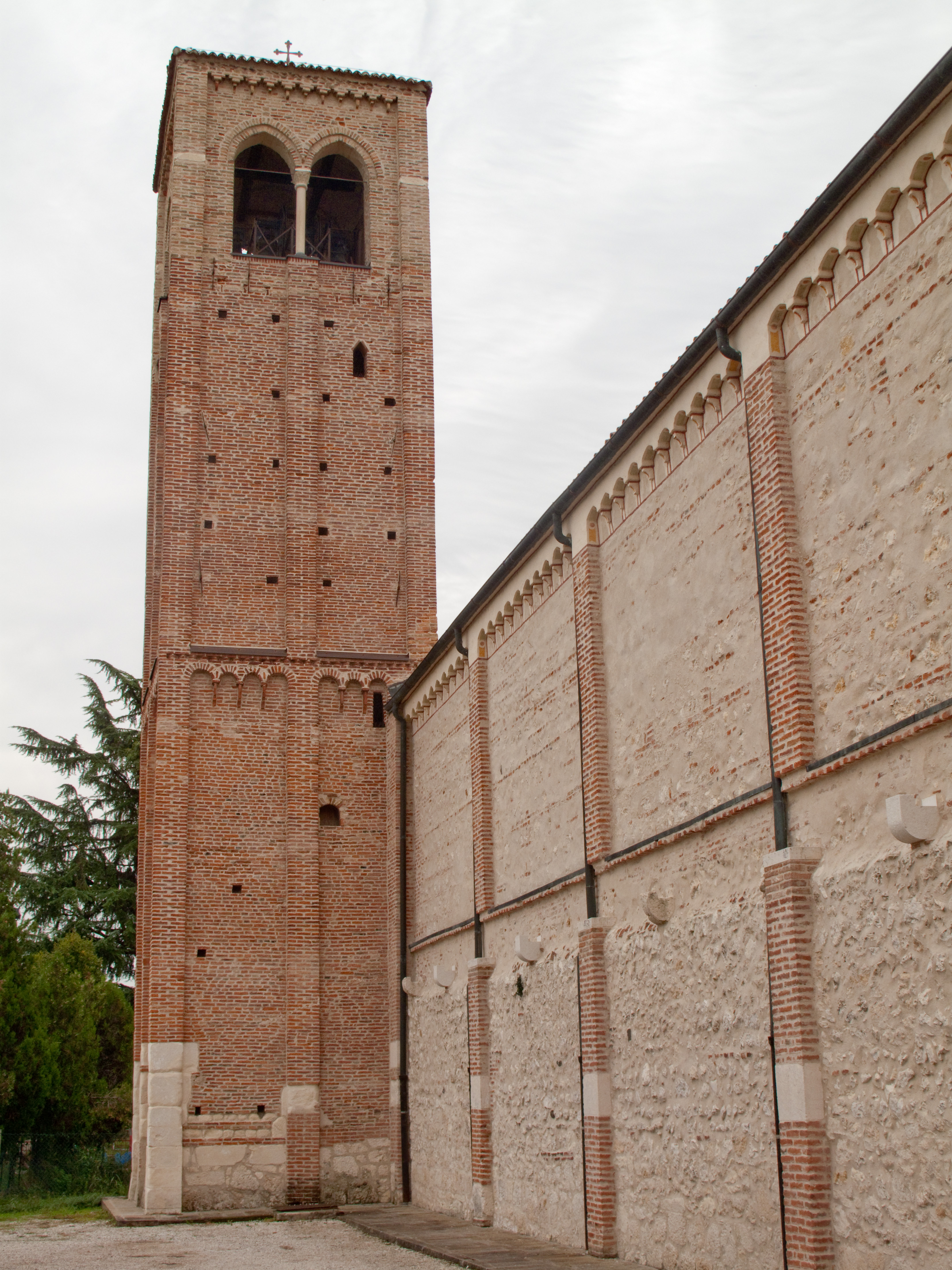
Campanile
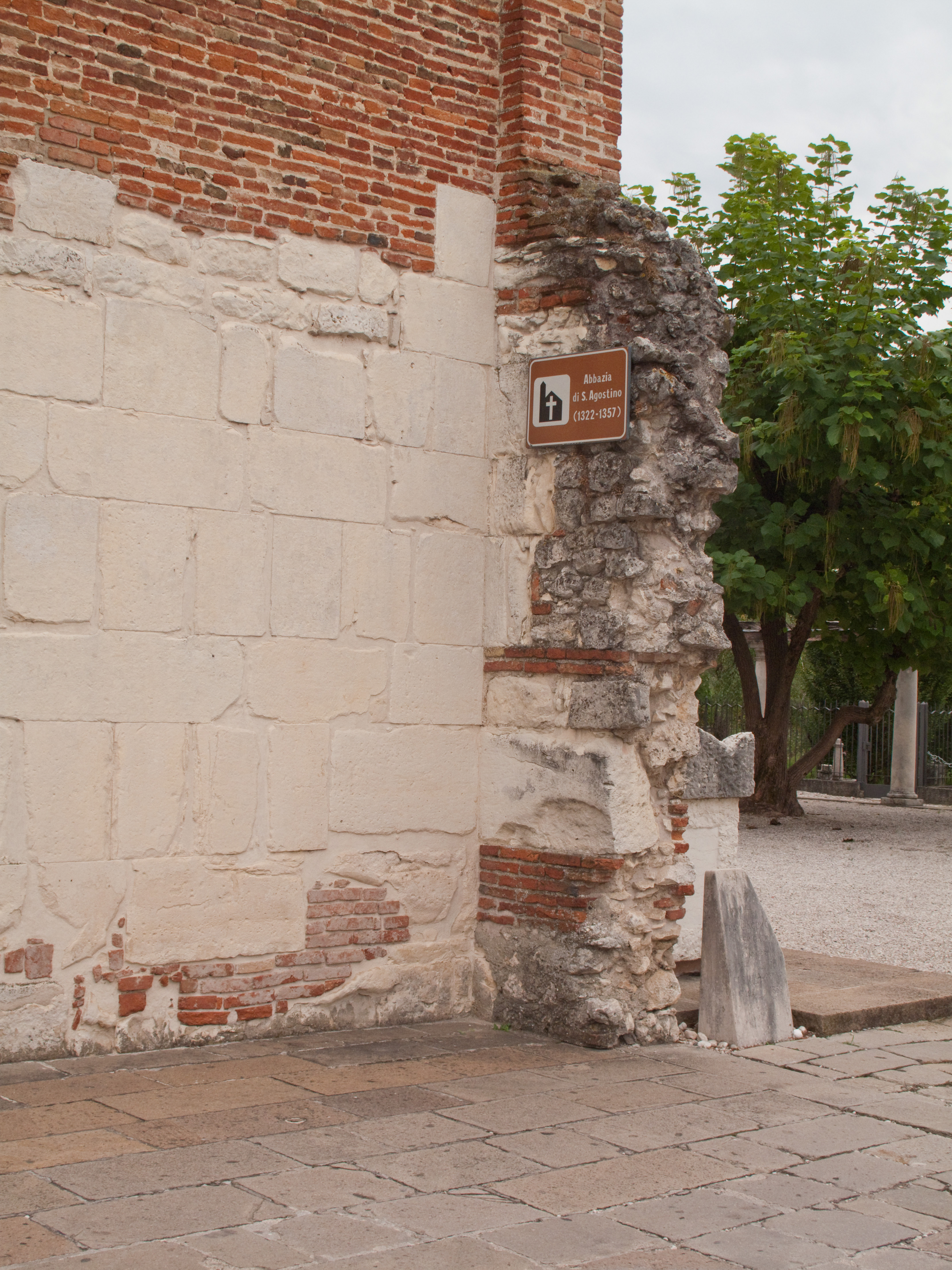
Ruderi del chiostro
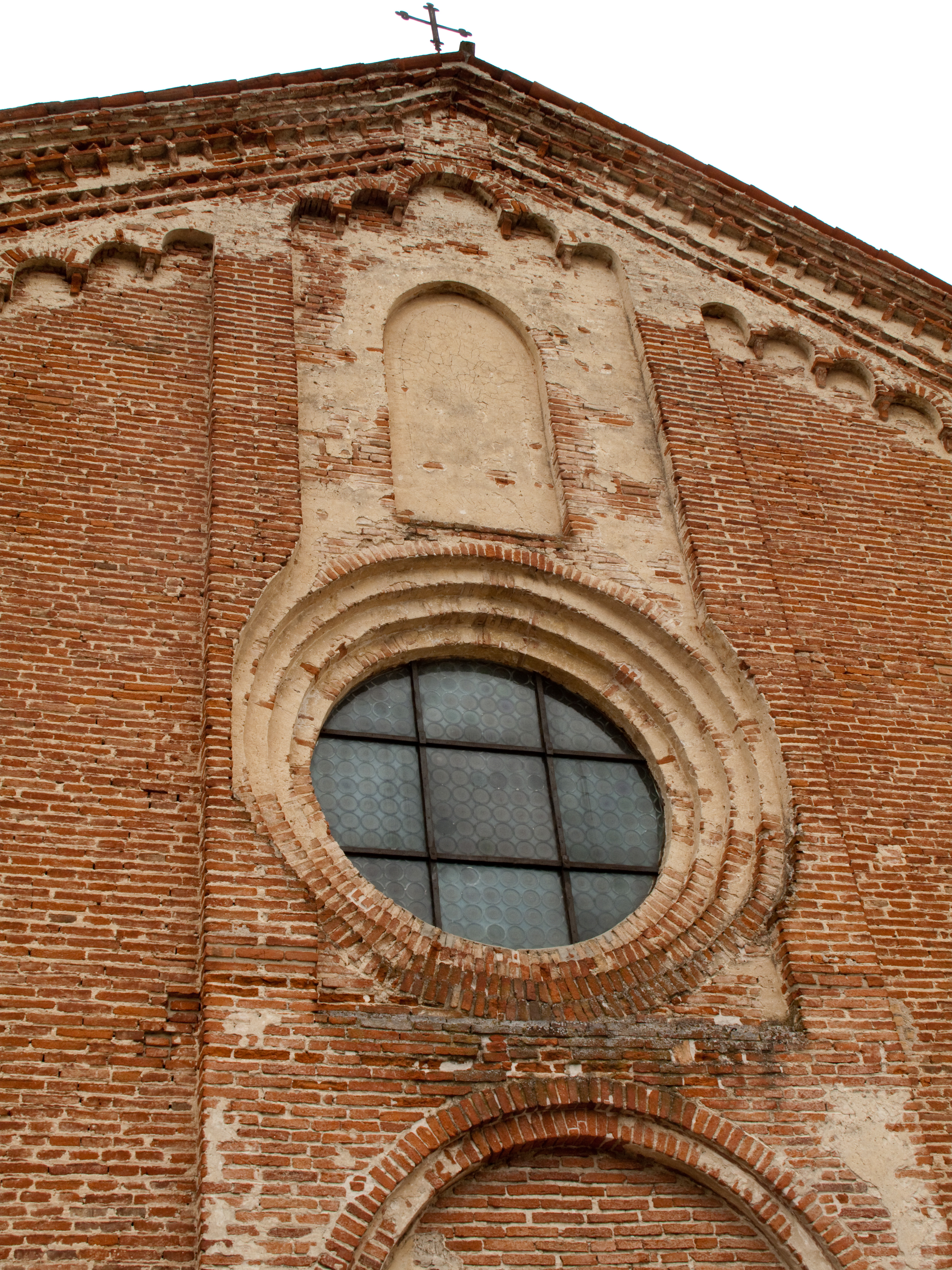
Oculo della facciata

All'esterno un sarcofago tardo antico, un cippo dedicato a fra' Giacomo di ser Gado, fondatore della chiesa nel Trecento e una lapide dedicata a san Lorenzo Giustiniani, monaco dell'abbazia e priore per vent'anni.
Al termine del breve viale di cipressi che dalla strada di Sant'Agostino conduce alla chiesa, è stata posta una stele marmorea con busto in rilievo del poeta vicentino Adolfo Giuriato - opera dello scultore Giuseppe Zanetti - per ricordarlo nell'ambiente suggestivo e tanto congeniale al suo carattere, dov'egli spesso si rifugiava per cercare, nel silenzio del luogo, l'ispirazione per la sua poesia.

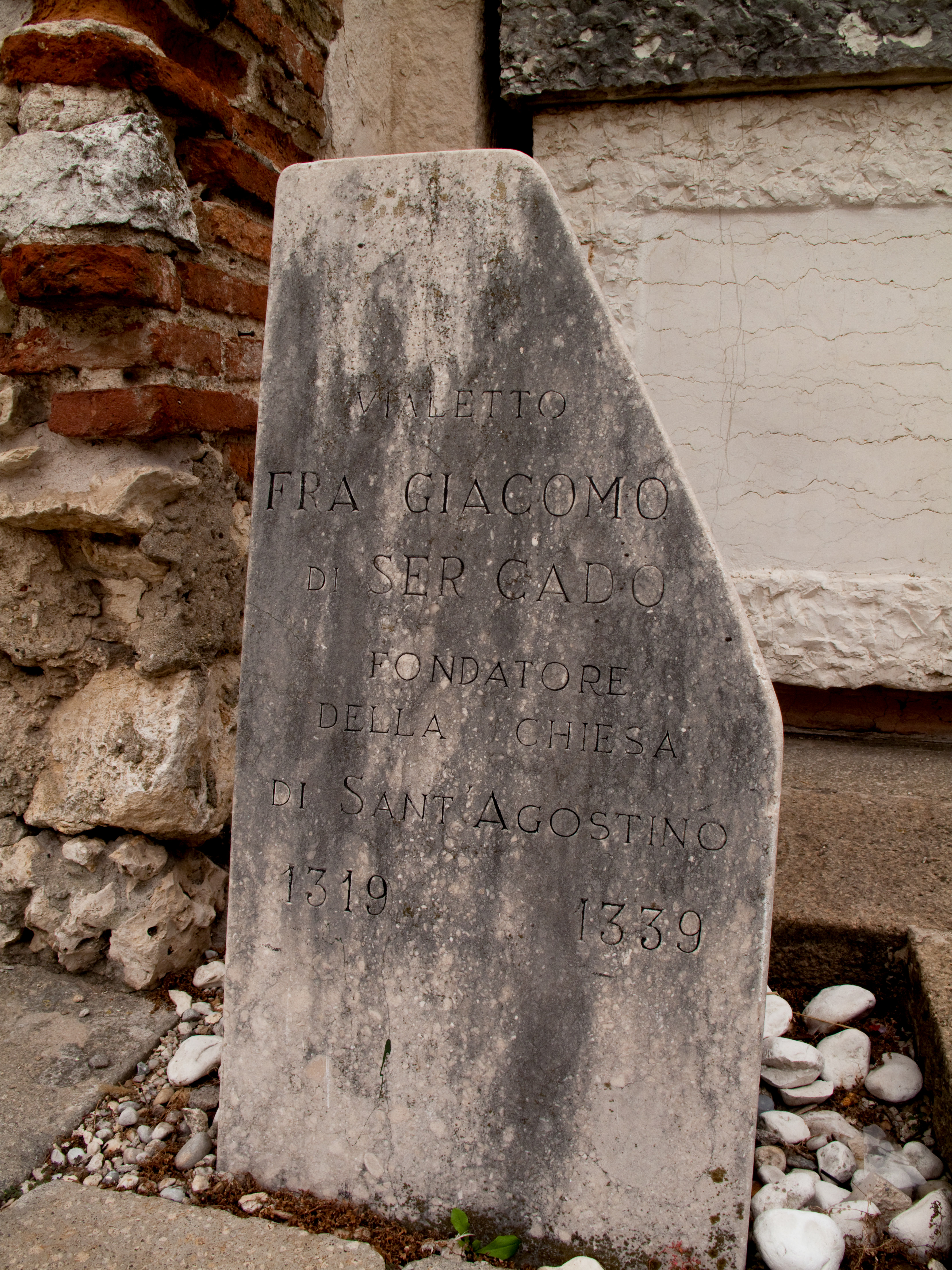
Cippo a fra' Giacomo di ser Gado
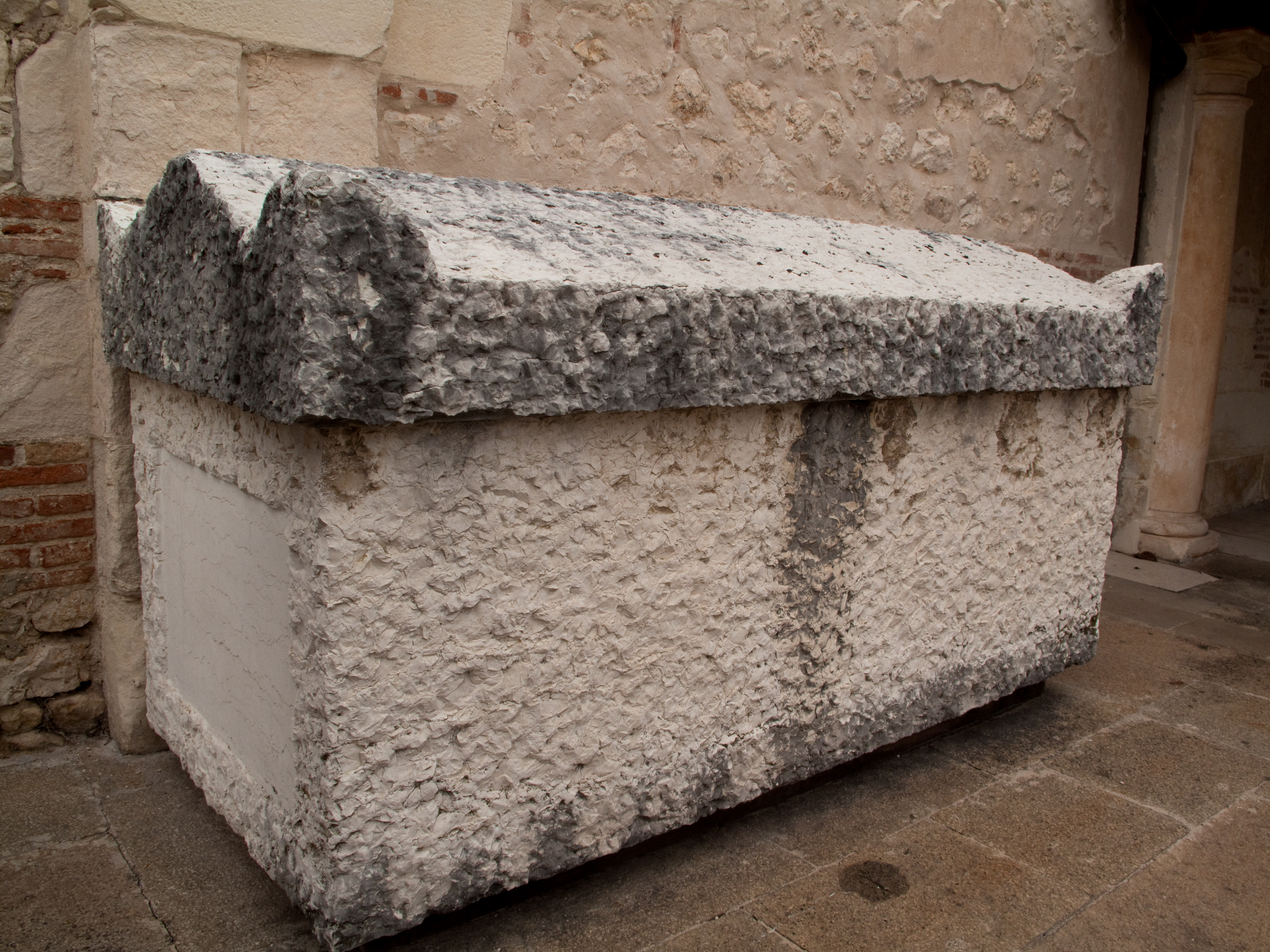
Sarcofago
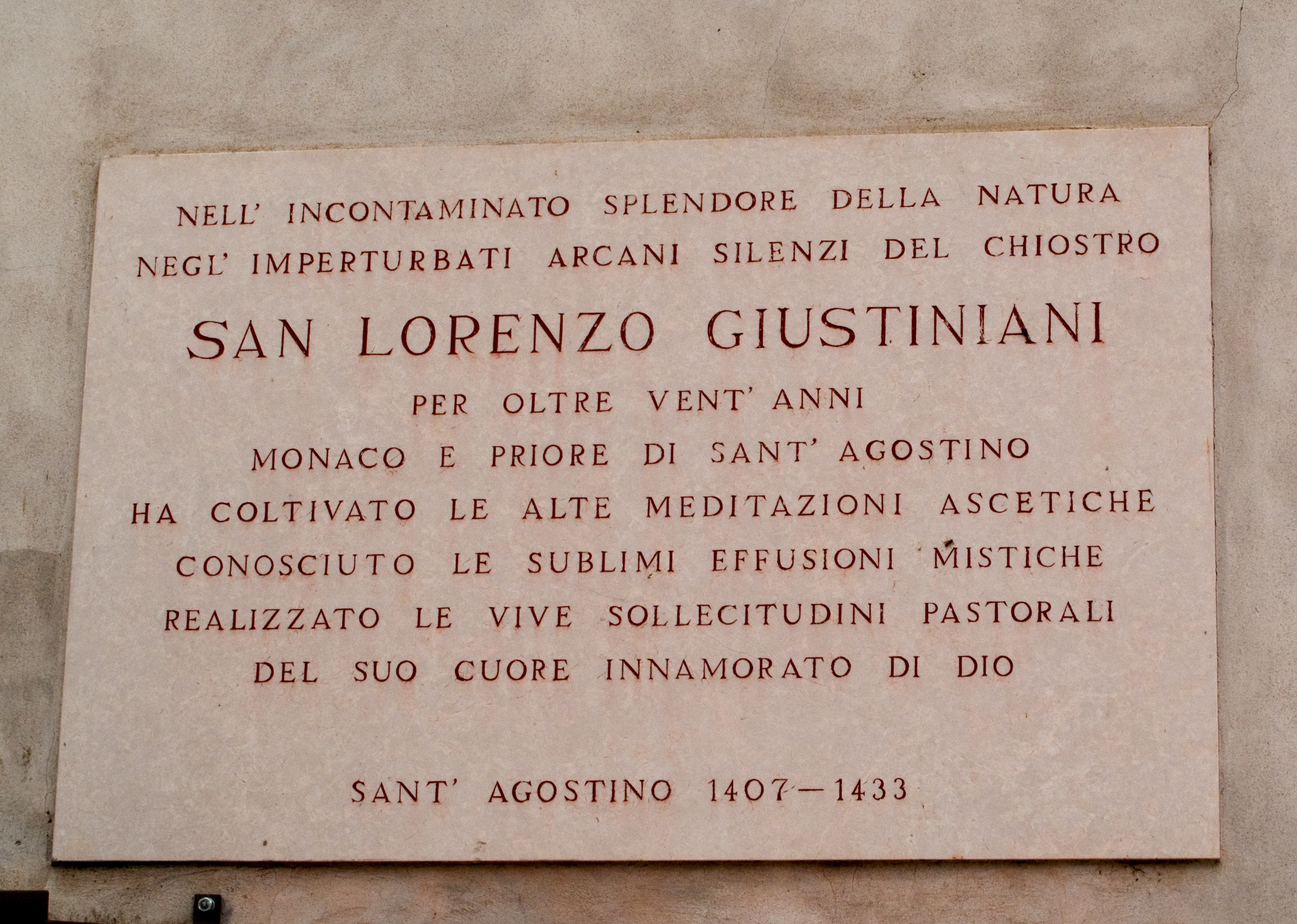
Lapide a Lorenzo Giustiniani
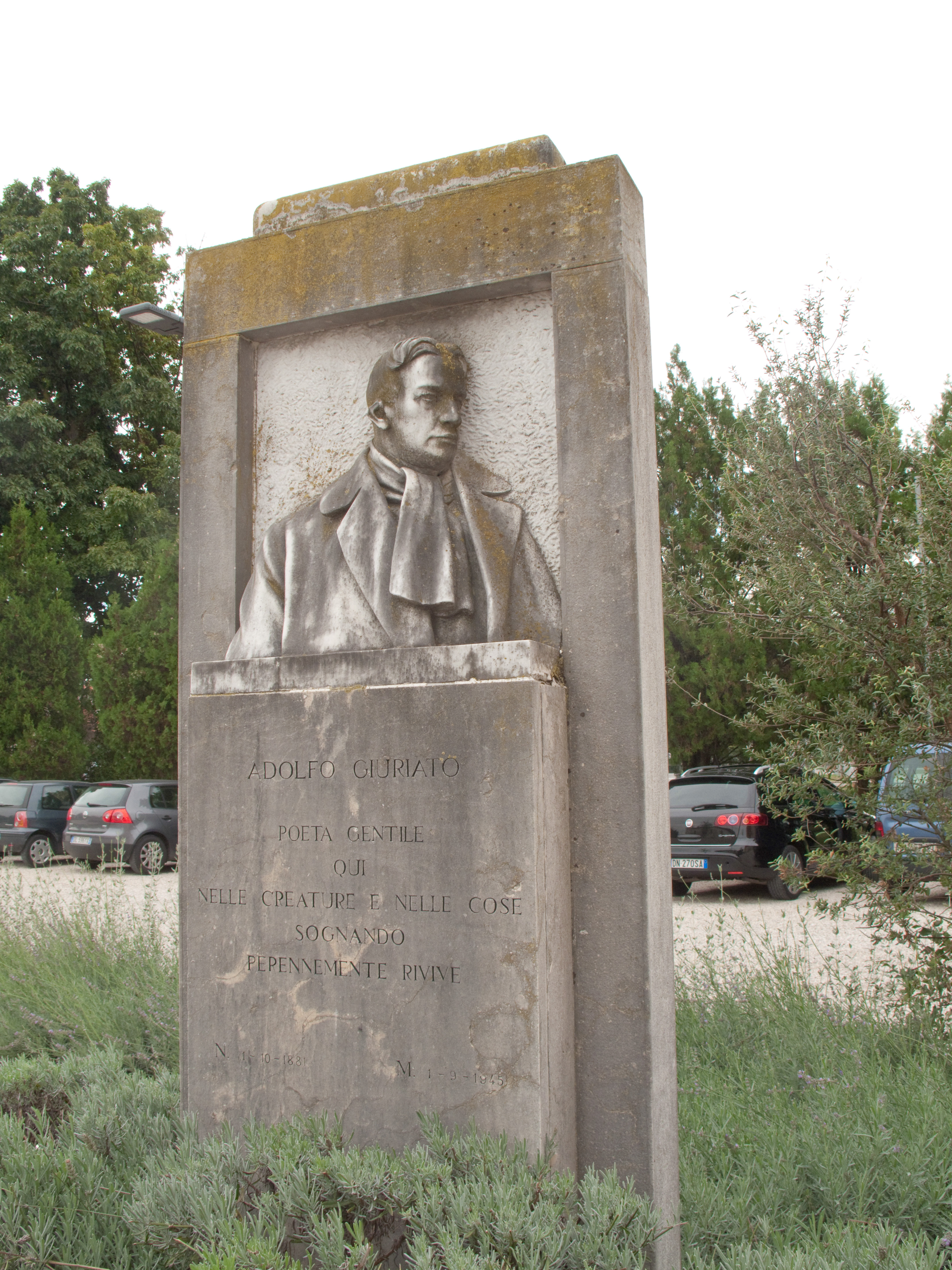
Monumento ad Adolfo Giuriato

### Interno

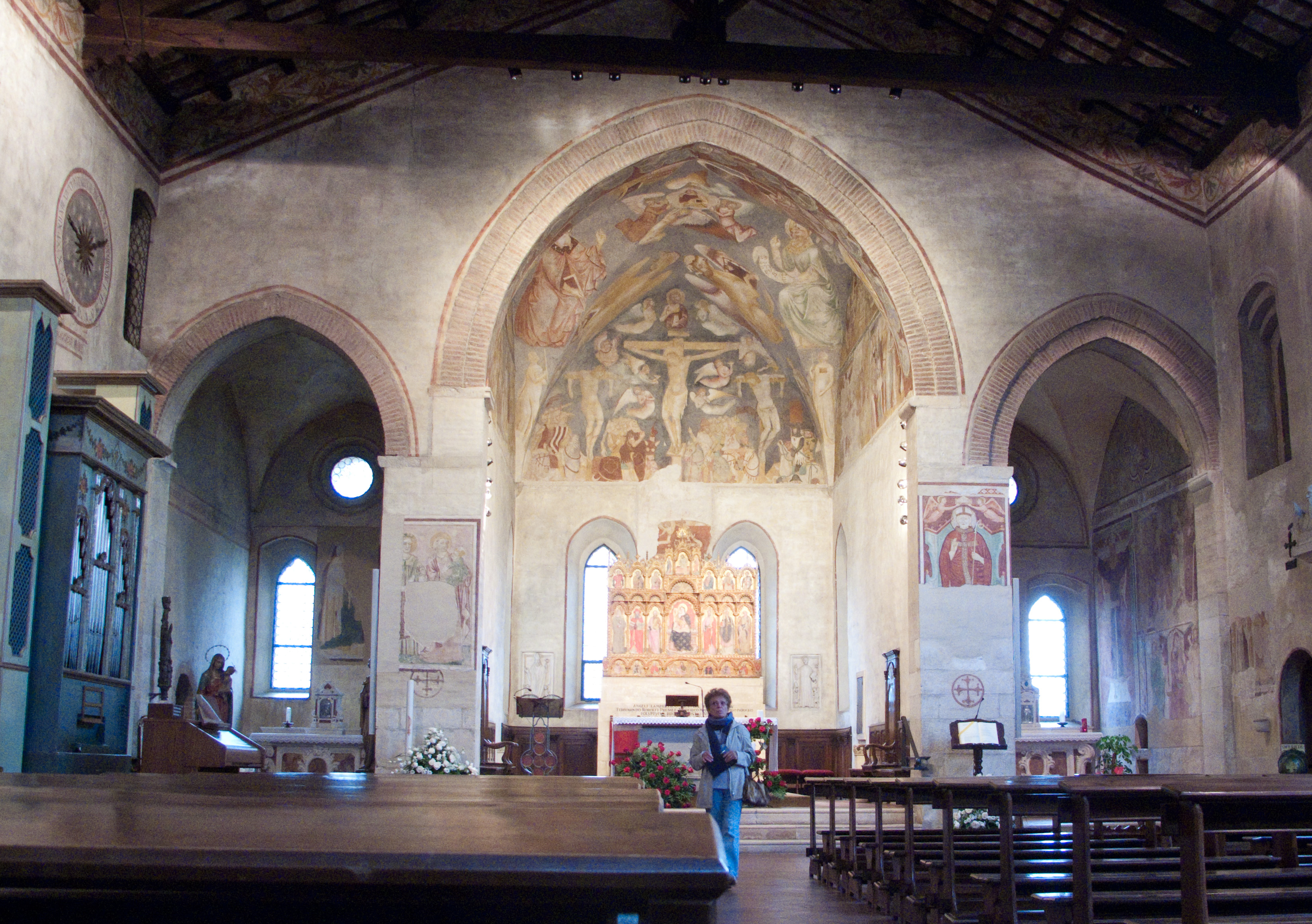
Interno

In seguito ai radicali restauri del Novecento che hanno demolito le sovrastrutture barocche, la chiesa può essere vista nella sua struttura originaria, vasta ed ariosa, che richiama lo schema basilicale nel gotico veneto, mentre sono andati perduti buona parte degli affreschi che ricoprivano, probabilmente per intero, le pareti laterali.
La navata è unica, rettangolare, con soffitto a capriate scoperte. Fino al momento del restauro era attraversata da un coro pensile costruito nel Quattrocento - simile a quello della chiesa di San Rocco - e ampiamente rimaneggiato nel Seicento in forme barocche. La navata si conclude a est con un'abside formata da tre cappelle quadrangolari, ciascuna con volta a crociera, archi e finestre a sesto acuto sormontate, quelle laterali, da un oculo.

#### Cappella centrale
Nella cappella centrale, più ampia, è situato il presbiterio.
Sui pilastri della cappella centrale vi sono due antichi affreschi: su quello di sinistra la Madonna col Bambino e santa Caterina martire di scuola giottesca e su quello di destra sant'Agostino incoronato da angeli.

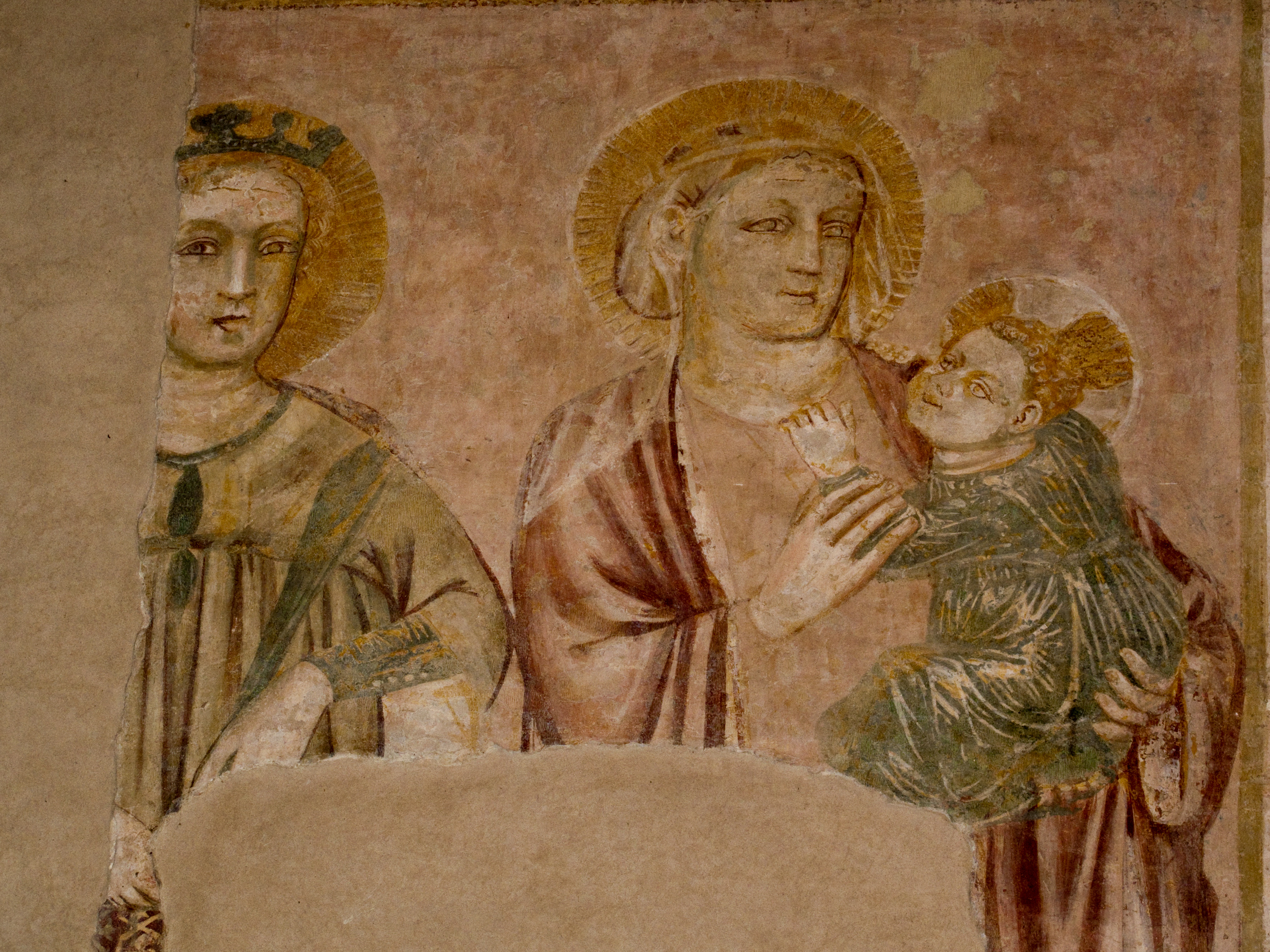
Madonna col Bambino e santa Caterina martire
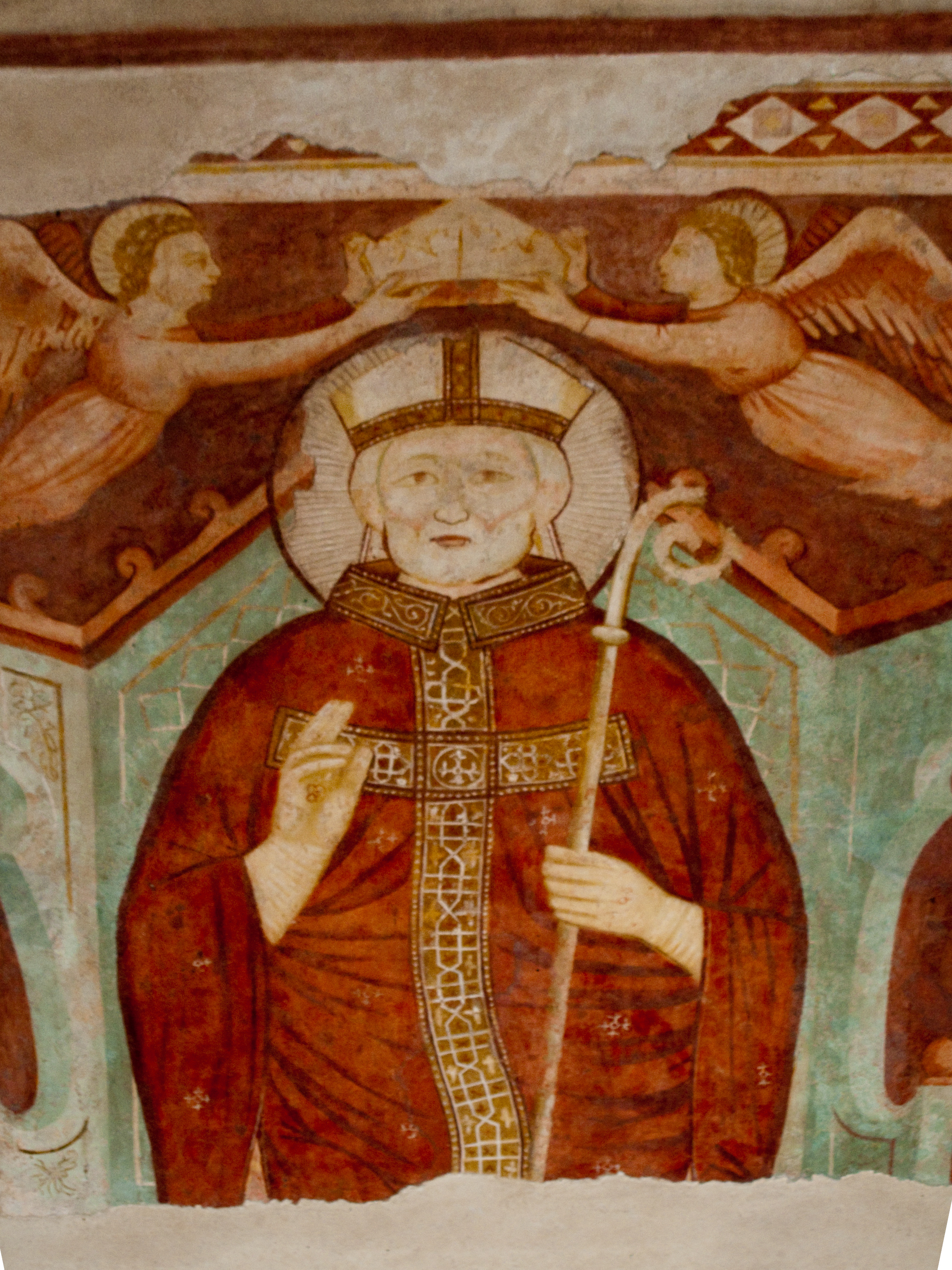
Sant'Agostino incoronato da angeli

Il presbiterio era un tempo interamente affrescato, come testimoniano i resti di affreschi posti dietro l'altare. Rimane quasi intatta la decorazione della volta: qui si sviluppa il tema della Vita e Gloria di Cristo.
Nella parte inferiore si osservano le scene rappresentate nelle lunette.
A sinistra tre momenti relativi alla nascita di Gesù: sopra l'Annunciazione di Maria, sotto la Natività con l'adorazione dei pastori e la Visita dei Re Magi. Lo stile è una transizione tra il gotico germanico e l'"arte latina nuova" di ispirazione giottesca. La ricerca del naturale negli atteggiamenti e nei particolari architettonici risente dell'influsso di Giotto; permangono però alcune ingenuità come la dimensione ridotta dei pastori rispetto alla sacra famiglia e dei servi del corteo dei magi.
Nella lunetta di destra: sopra l'Ultima Cena dove i discepoli sono raffigurati intorno ad una tavola bassa, coperta da una tovaglia e apparecchiata con cibi e bevande. Il momento è quello in cui Cristo porge da bere a Giuda. La scena sotto è la Lavanda dei piedi (riconoscibile il catino), con accanto la scena di Cristo nell'orto degli Ulivi, mentre i discepoli dormono. Infine la Cattura di Cristo, baciato da Giuda e circondato dai soldati, che guarisce l'orecchio del servo tagliato da San Pietro. Questi affreschi sono della Scuola riminese e presentano affinità con quelli dell'abbazia di Pomposa.
Nella lunetta di fondo è raffigurata la grande Crocifissione con un'iconografia molto particolare. Intorno al Cristo centrale tra i due ladroni, appaiono quattro gruppi di cavalieri, con alla sinistra il centurione Longino, raffigurato anziano e barbuto su di un cavallo bardato di rosso, con un pennacchio a forma di mano con indice puntato, a evidenziare il fatto che Longino sta riconoscendo Gesù come figlio di Dio, mentre sul lato opposto i farisei e i loro soldati discutono. È raffigurato il momento in cui ai ladroni vengono spezzate le gambe dai soldati, raffigurati come cavalieri medievali con stemmi e stendardi. Cristo, trafitto dalla lancia di Longino, muore. Cristo è quindi raffigurato nel momento del trapasso, tra la disperazione degli angeli, raffigurati mentre raccolgono in calici il sangue o in volo attorno alla croce. Al tempo stesso però in cima, nella chiave di volta, è rappresentato una seconda volta il Cristo in gloria tra due angeli, già trionfante sulla morte. Manca la parte inferiore dell'affresco, che doveva continuare con una serie di personaggi a piedi, come mostrano i resti di teste che affiorano tra i corpi dei cavalli. Probabilmente in basso erano raffigurate le tradizionali figure dolenti di Maria, della Maddalena e san Giovanni, contrapposte al popolo e ai farisei come appaiono nella lunetta della crocifissione della Chiesa di San Fermo Maggiore a Verona. 

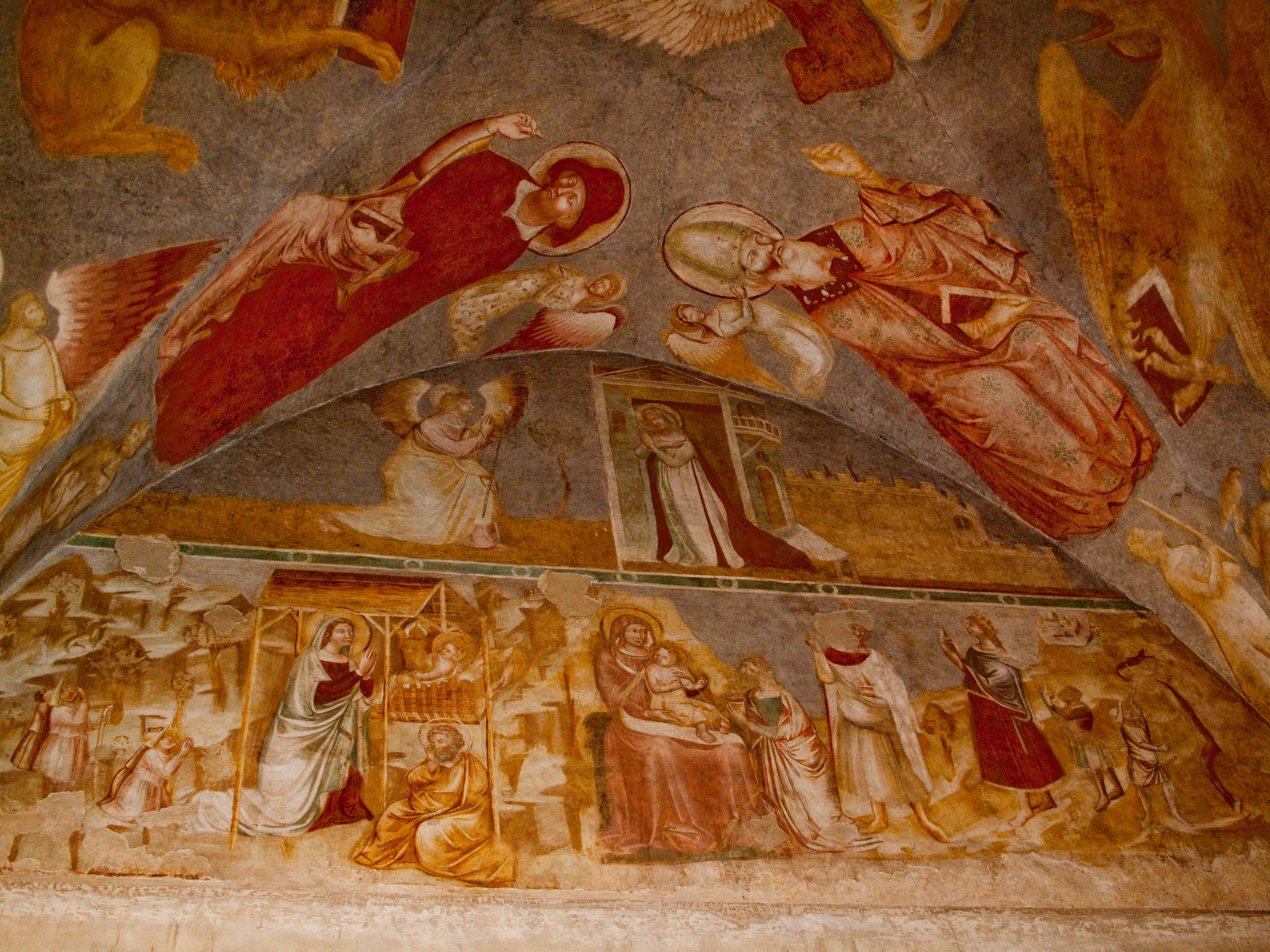
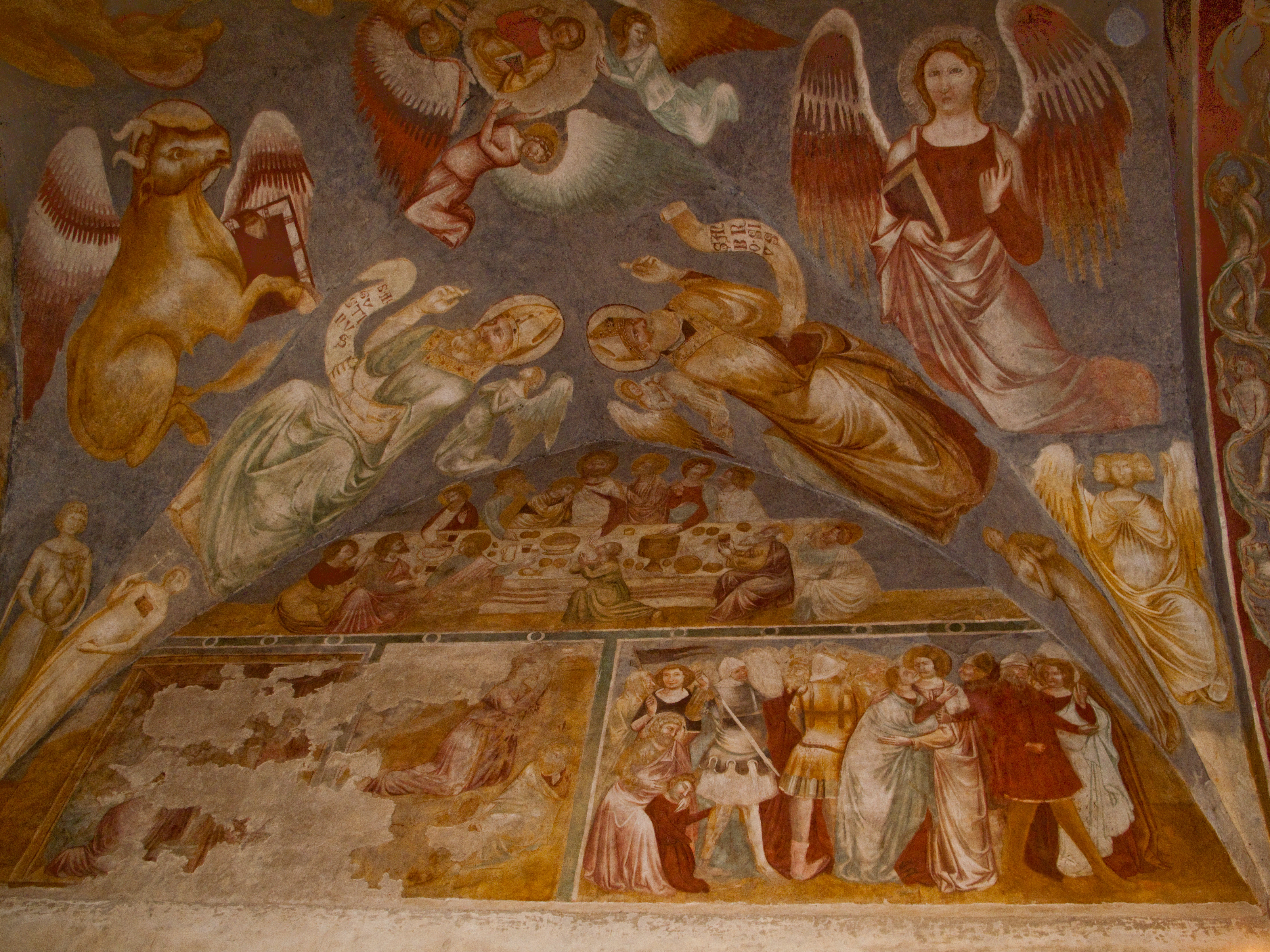
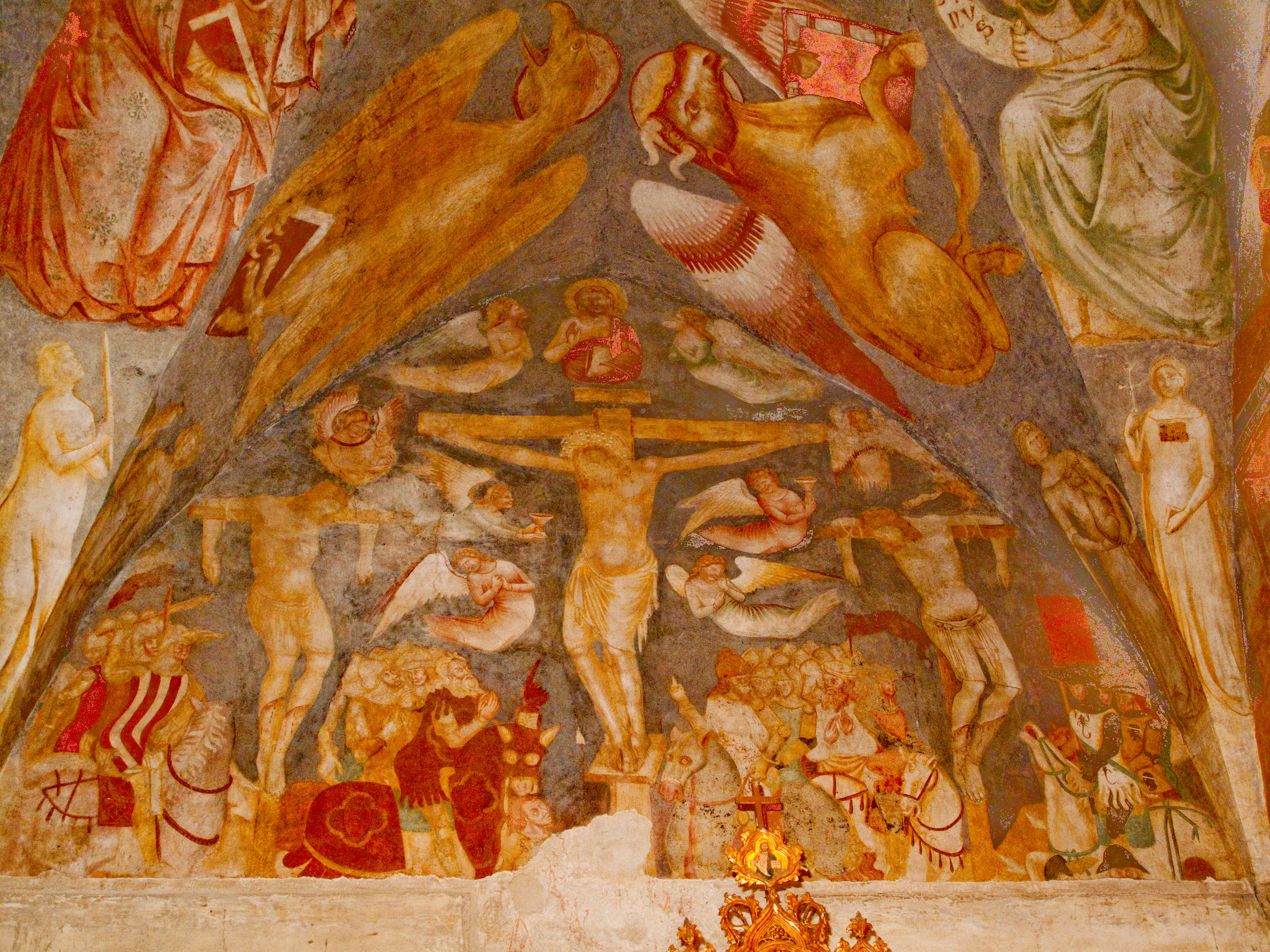
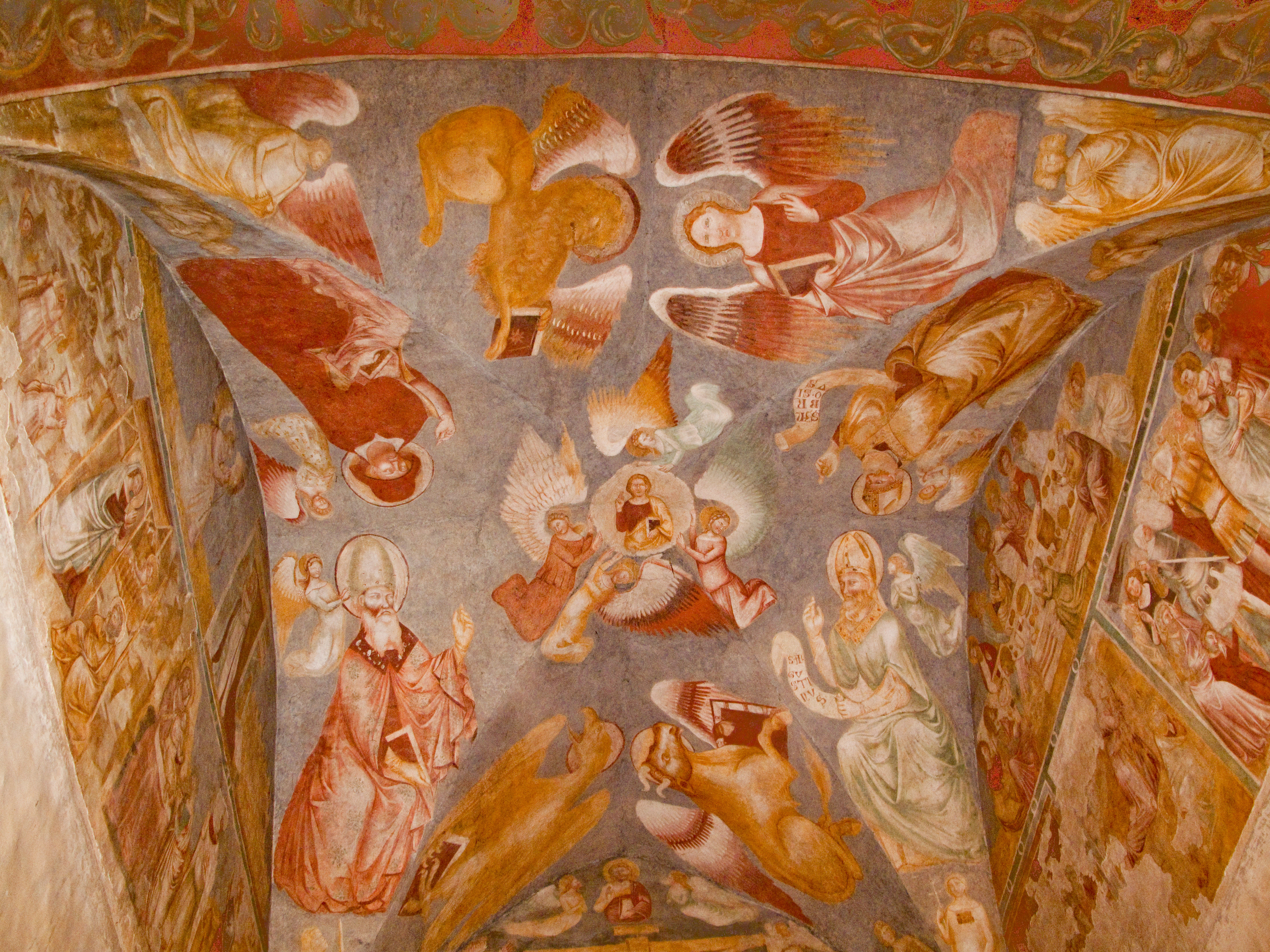

Nelle vele si legge l'iconografia ecclesiologica: i simboli dei quattro evangelisti si alternano a due a due con quattro dottori della Chiesa che circondano il Cristo in Gloria al centro, circondato da angeli. I dottori sono consigliati da angeli e sorretti dalle personificazioni delle virtù teologali e cardinali. Iniziando dalle figure adiacenti all'arco d'ingresso e proseguendo in senso antiorario: il leone di san Marco e l'angelo di san Matteo, sant'Agostino e sant'Ambrogio, il bue di san Luca e l'aquila di san Giovanni, san Gregorio Magno e san Girolamo. Nell'intradosso dell'arco una Madonna con Bambino.

#### Polittico di Battista da Vicenza

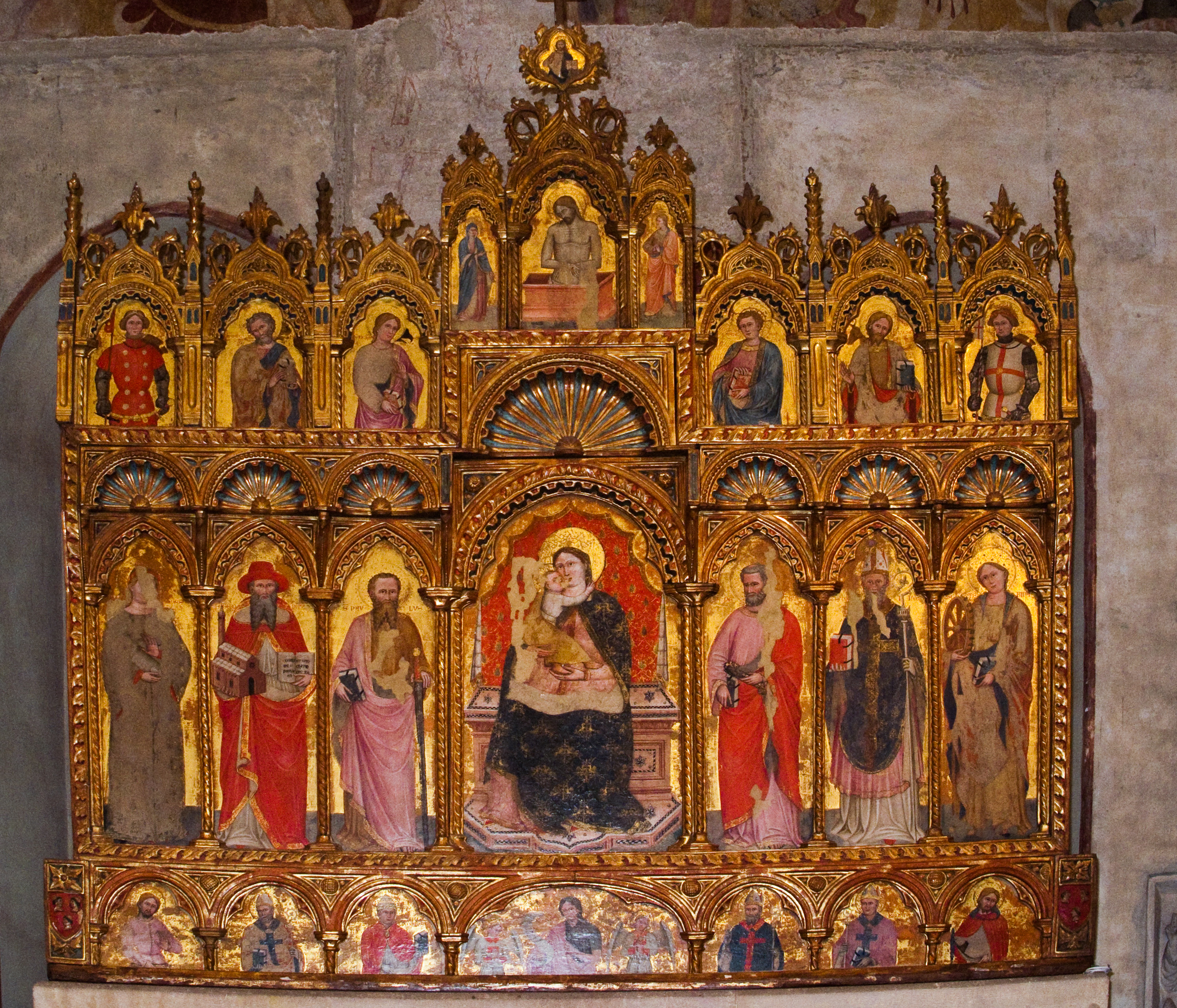
Polittico dell'altare maggiore

Sull'altar maggiore è posizionato un grande polittico del 1404 di Battista da Vicenza, che fu commissionato al pittore dal nobile Ludovico Chiericati per celebrare la dedizione di Vicenza a Venezia. Il polittico fu acquistato nell'Ottocento dal Museo civico di Vicenza e dato all'abbazia in legato perpetuo.
È diviso in 24 scomparti, con pitture disposte su tre ordini.
Al centro dell'ordine superiore un trittico con Dio padre, il Cristo che risorge dal sepolcro, al centro, tra Maria e santa Maria Maddalena ai lati. Nella fascia laterale i quattro Evangelisti, tra san Giorgio e un altro santo milite.
Al centro dell'ordine mediano sta la Madonna col Bambino in trono, affiancata dalle figure erette di diversi santi, entro nicchie gotiche e con i nomi scritti su fondo oro: sant'Agnese con l'agnello, san Girolamo con il modellino della chiesa, san Paolo con la spada, san Pietro con le chiavi, santa Caterina d'Alessandria con la ruota dentata,
Sul basamento, delle lunette riportano al centro san Giovanni Battista con ai lati san Fermo, due angeli, san Giovanni Crisostomo, il papa san Gregorio Magno, san Cipriano, sant'Ambrogio vescovo con il pastorale, san Rustico.
Risulta così evidenziata e preminente la fascia centrale verticale incentrata sul Cristo: dalla scritta in basso "Una voce grida nel deserto: preparate le strade al Signore" a quella tenuta dal Padre "Ecco l'Agnello di Dio". L'opera costituisce una delle più significative testimonianze di Battista da Vicenza, autore che attraverso gli influssi emiliani risente del grande insegnamento giottesco, pur rimanendo attardato in un prezioso goticismo. Quest'ultimo comunque, specie nella parte superiore del polittico, mostra di accogliere l'apporto rinascimentale.

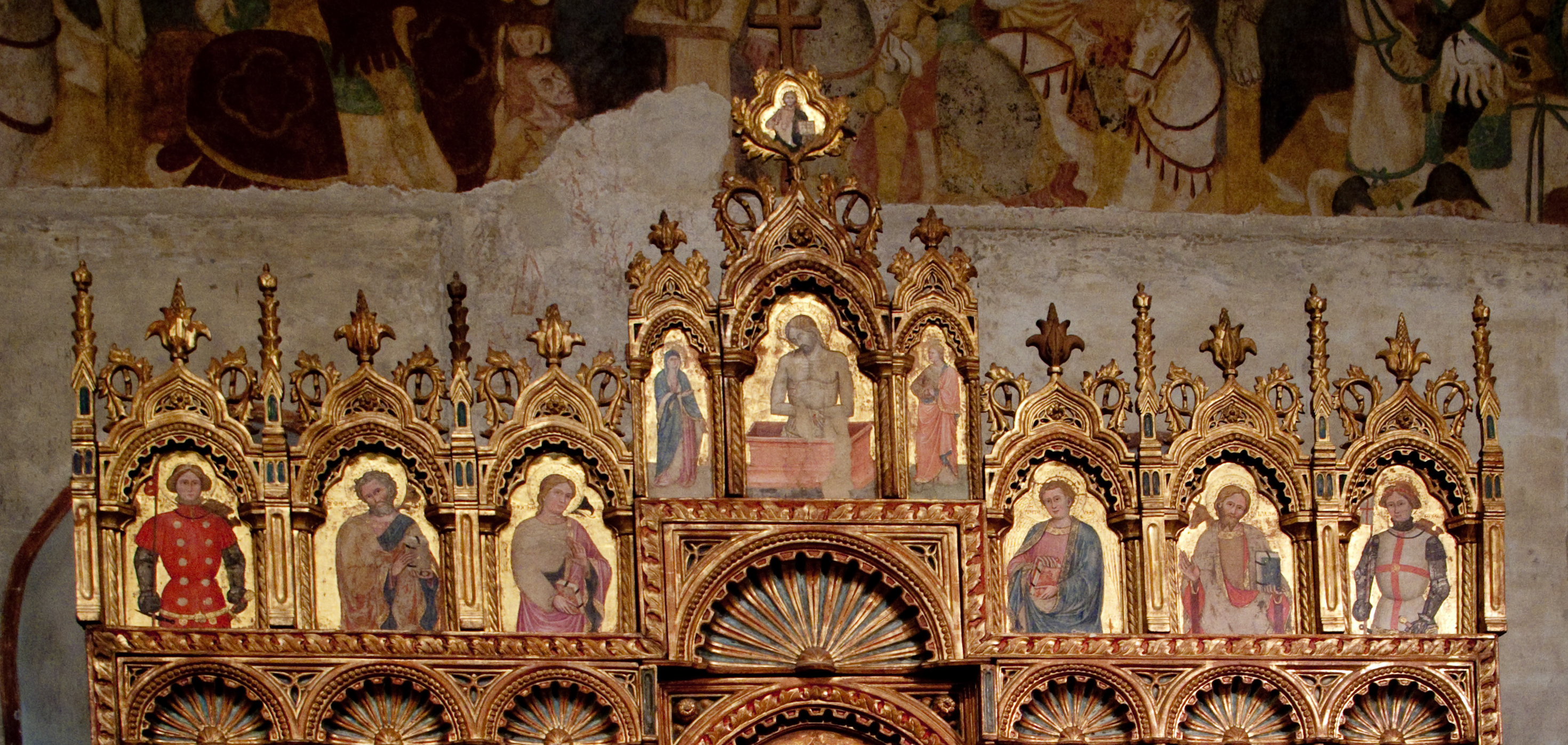

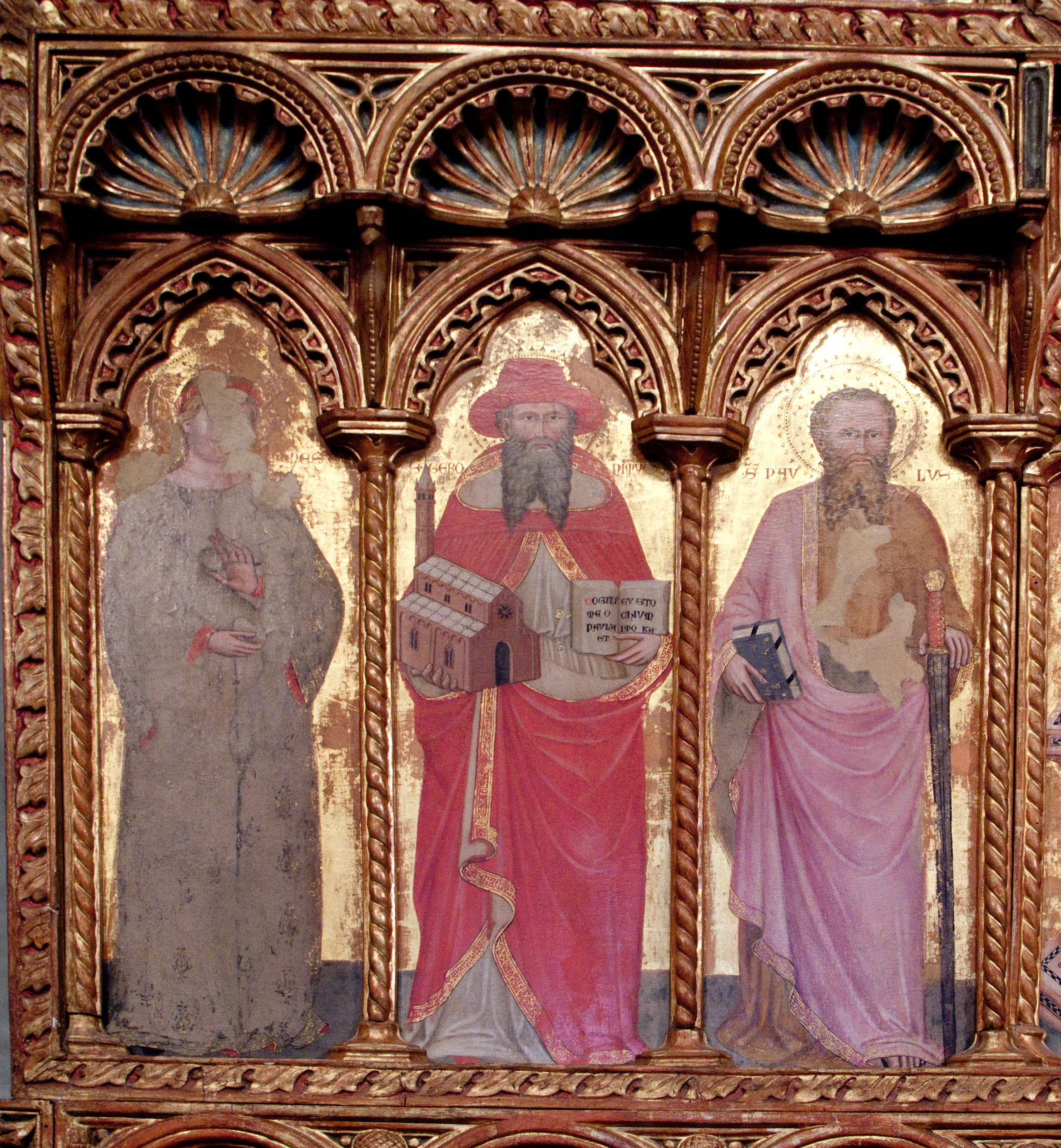
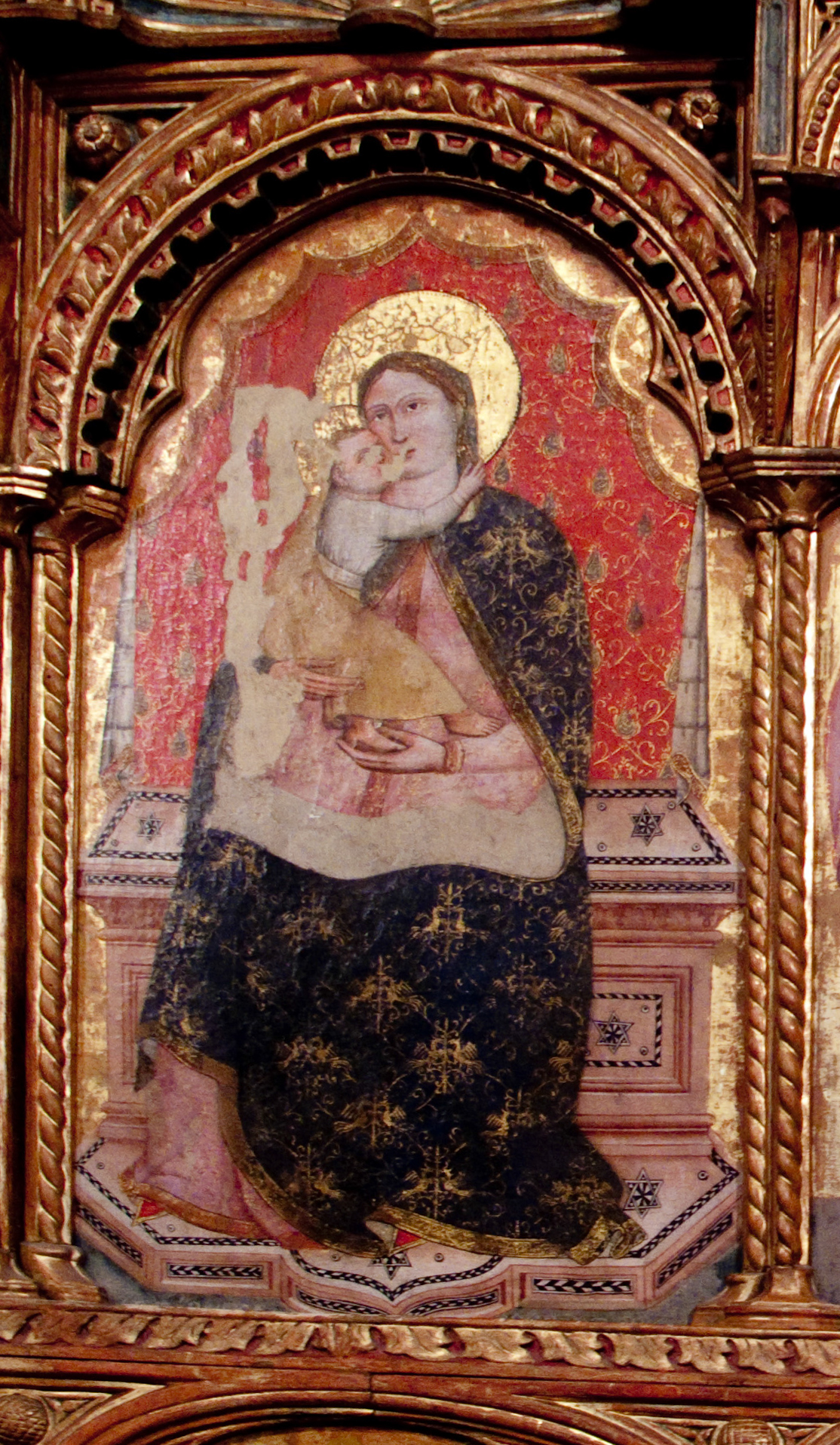
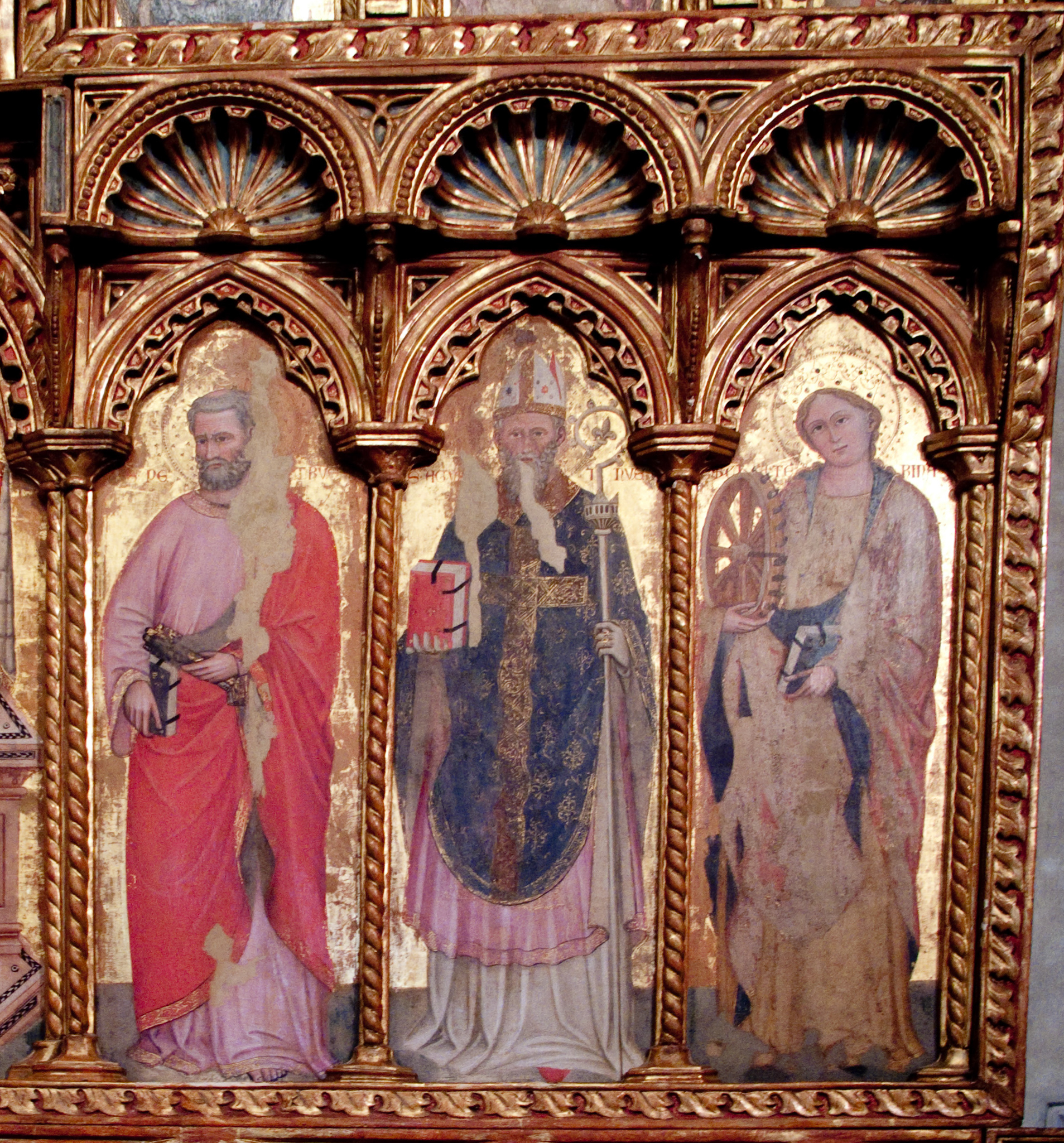

#### Parete e cappella destra
Sulla destra dell'ingresso principale vi è un battistero seicentesco. Tutta la parete è coperta da resti di affreschi trecenteschi, il cui stile è giudicato "coerente con quella asprezza di passione, quella veemenza di gesto che tanti capolavori aveva prodotti nella scultura" veronese di quel periodo, e lo si collega a quelle tendenze iperespressive, di matrice quasi neo-romanica, che, subito dopo Giotto e servendosi della sua lingua stessa, forzano la sintassi classica del maestro", in tutta l'Italia settentrionale, "con toni di acceso patetismo".
In fondo alla navata, all'interno della cappella destra vi è l'affresco del Cristo Re: Gesù in croce è rappresentato nella sua regalità trionfante, indossa una tunica e sotto ai piedi stanno calice e patena simboli della sua resurrezione: è netta derivazione della venerata immagine del Volto Santo di Lucca (città che negli anni trenta del Trecento entrò nell'orbita degli Scaligeri). A destra in alto quattro figure di Santi e Sante, tra i quali spicca una Maria Maddalena penitente, ricoperta dai propri capelli, con un devoto ai suoi piedi. In basso Madonna in trono tra il Battista e san Giacomo, entrambi del XIV secolo.

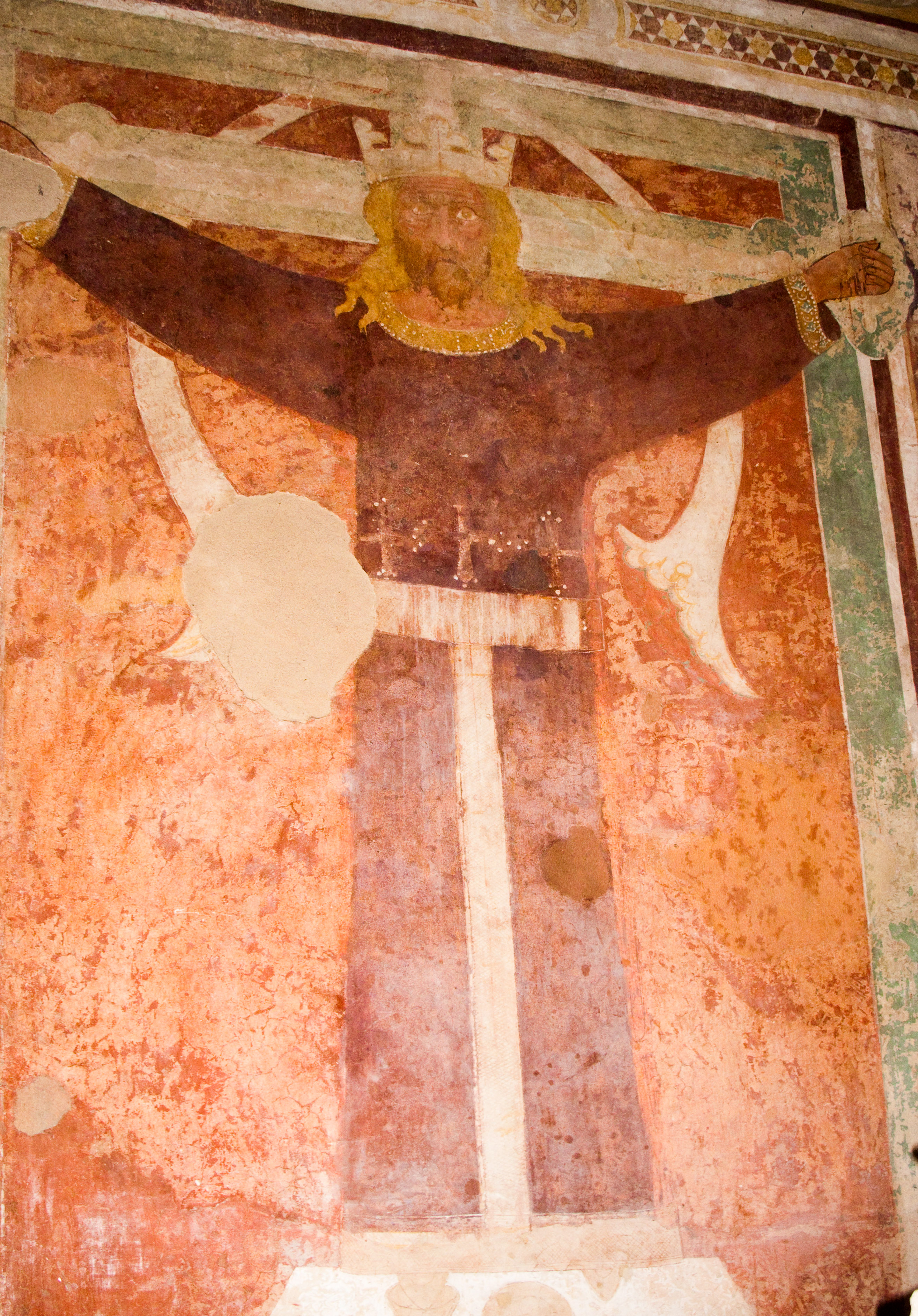
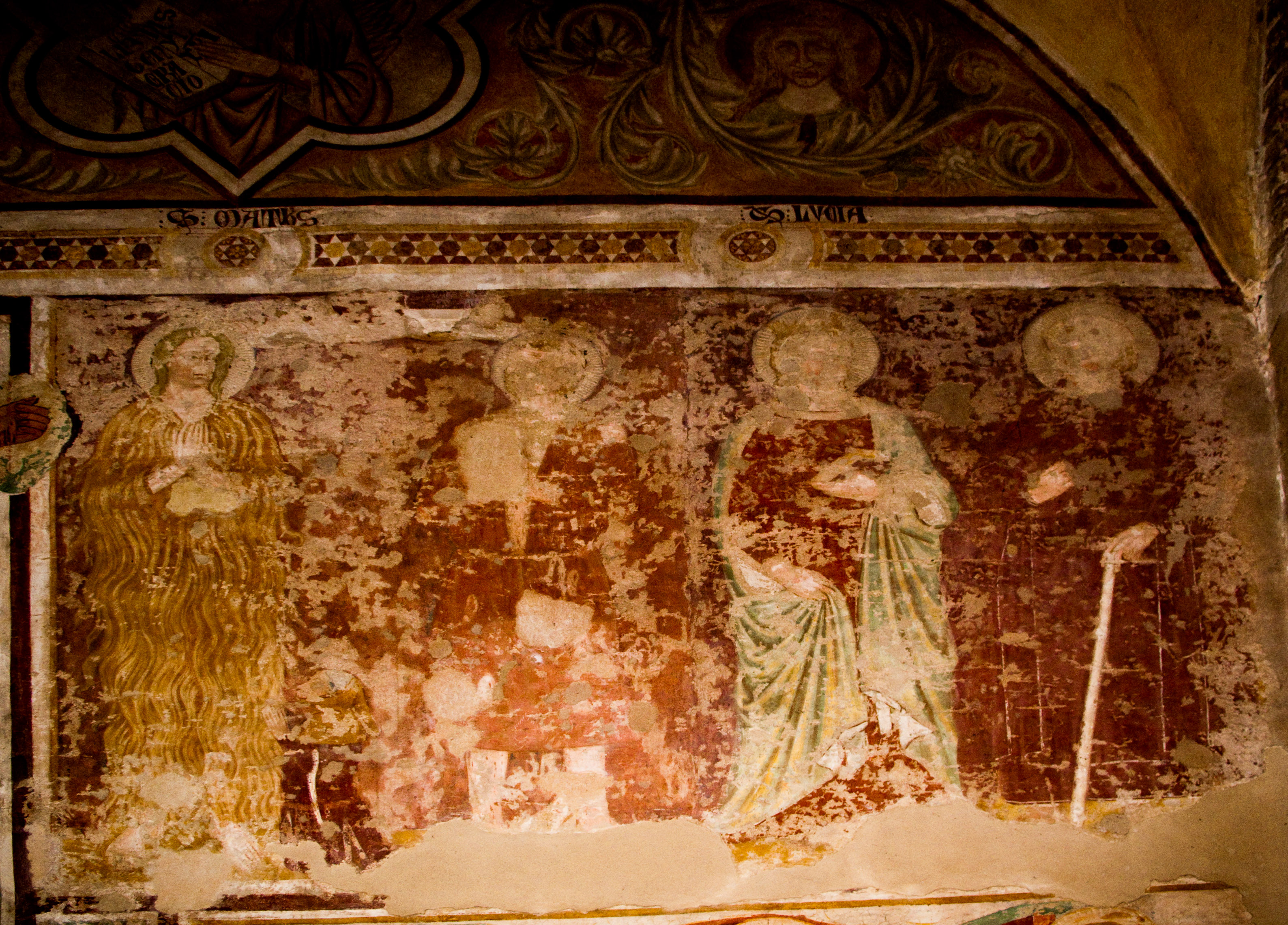
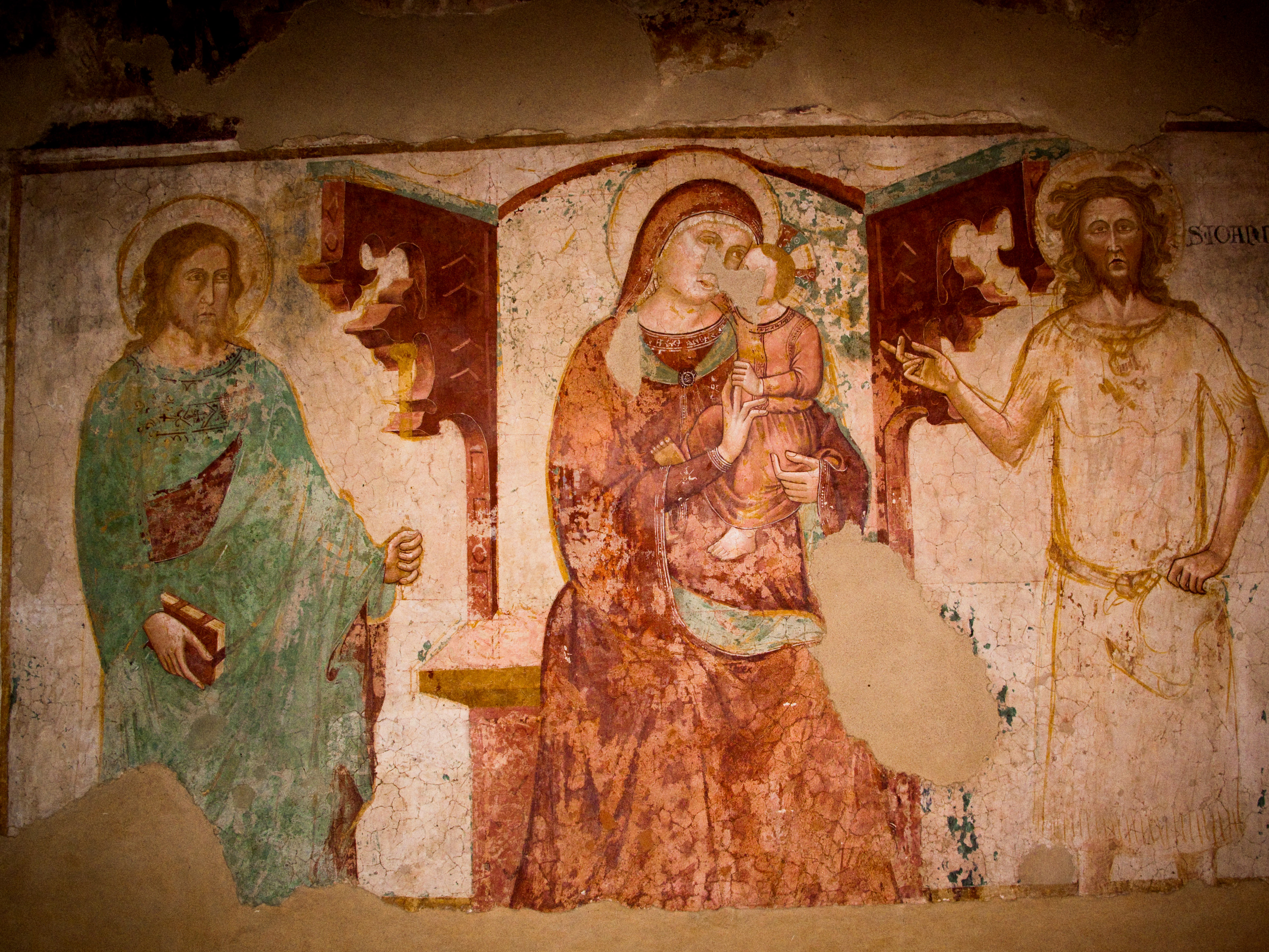
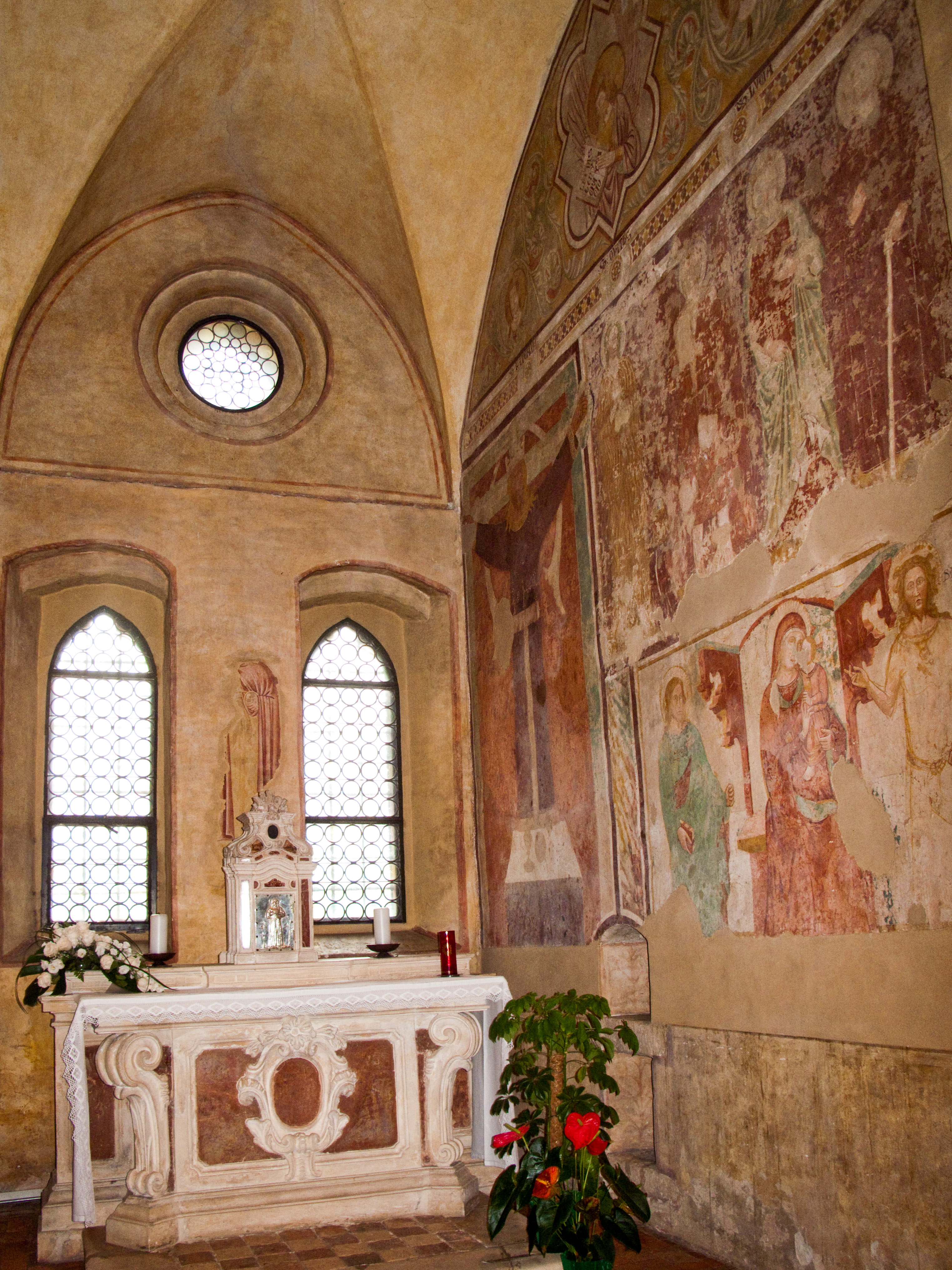

#### Parete e cappella sinistra

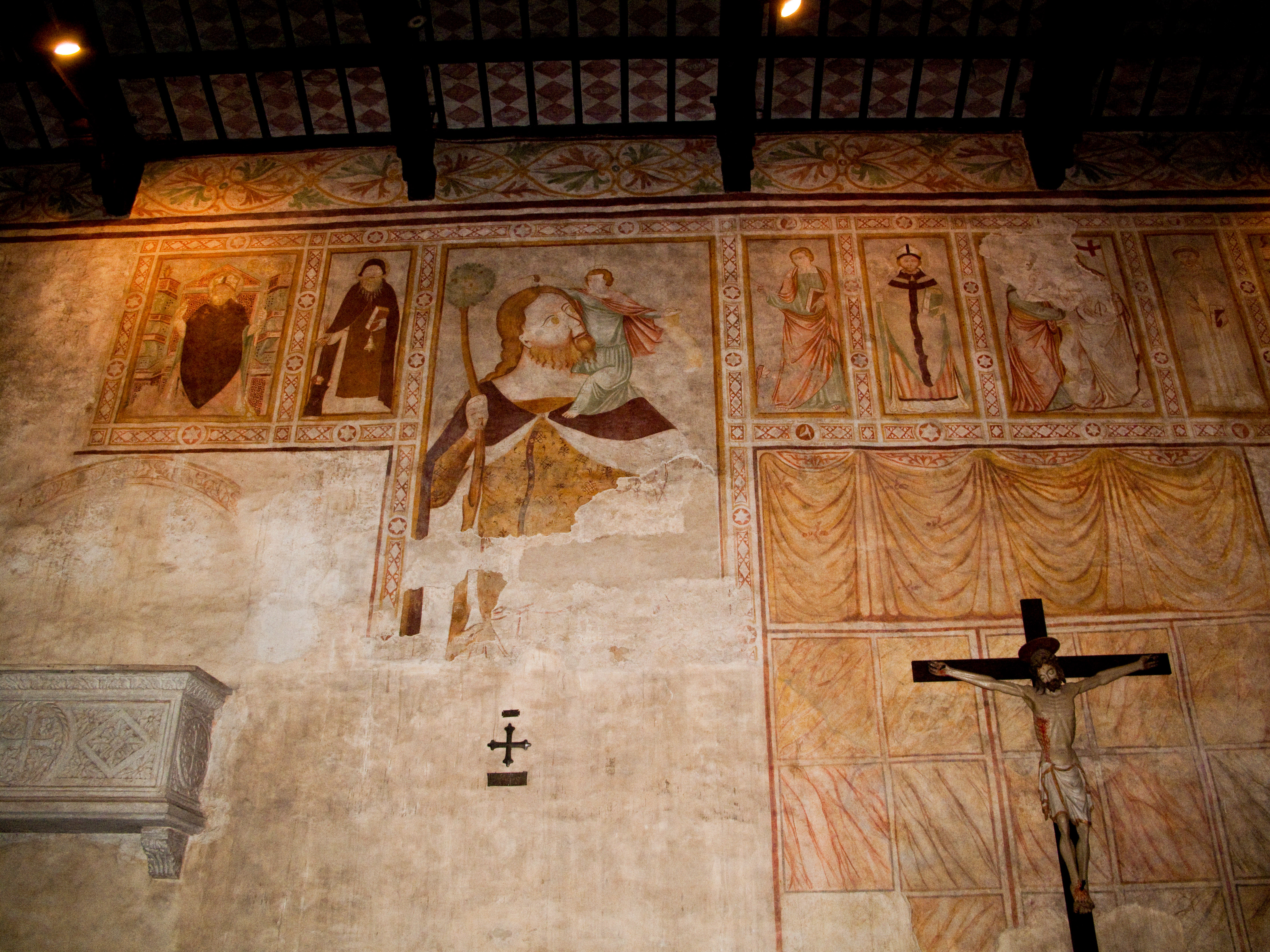
Affreschi parete sinistra

Subito a sinistra vicino all'ingresso, vi è un organo positivo costruito nel 1830 dagli organari napoletani Saverio Tamburelli e Nicastro; davanti allo strumento è collocato un organo elettronico, i cui amplificatori esterni sono alloggiati entro le due strutture lignee verticali che affiancano l'organo a canne.
Più avanti, addossato alla parete, un crocifisso ligneo della prima metà del Quattrocento, davanti al quale si dice pregasse Lorenzo Giustiniani.
Attorno ancora una serie di affreschi trecenteschi raffiguranti santi racchiusi da cornici, probabile opera di un'unica maestranza veronese. Si inserisce nella serie dei santi un gigantesco San Cristoforo che si volta a guardare il bambino che porta sulle spalle. Il Bambino Gesù reca un cartiglio dove era scritta la risposta alla domanda su chi egli fosse, che gli faceva Cristoforo, stupito per il peso enorme che aveva portato, secondo la Legenda Aurea. La figura del gigante si appoggia ad un albero e dal soffitto doveva giungere al pavimento. In tre riquadri affrescati sono presenti, in basso a sinistra e in piccole dimensioni, tre figure rappresentanti i committenti Scaligeri.

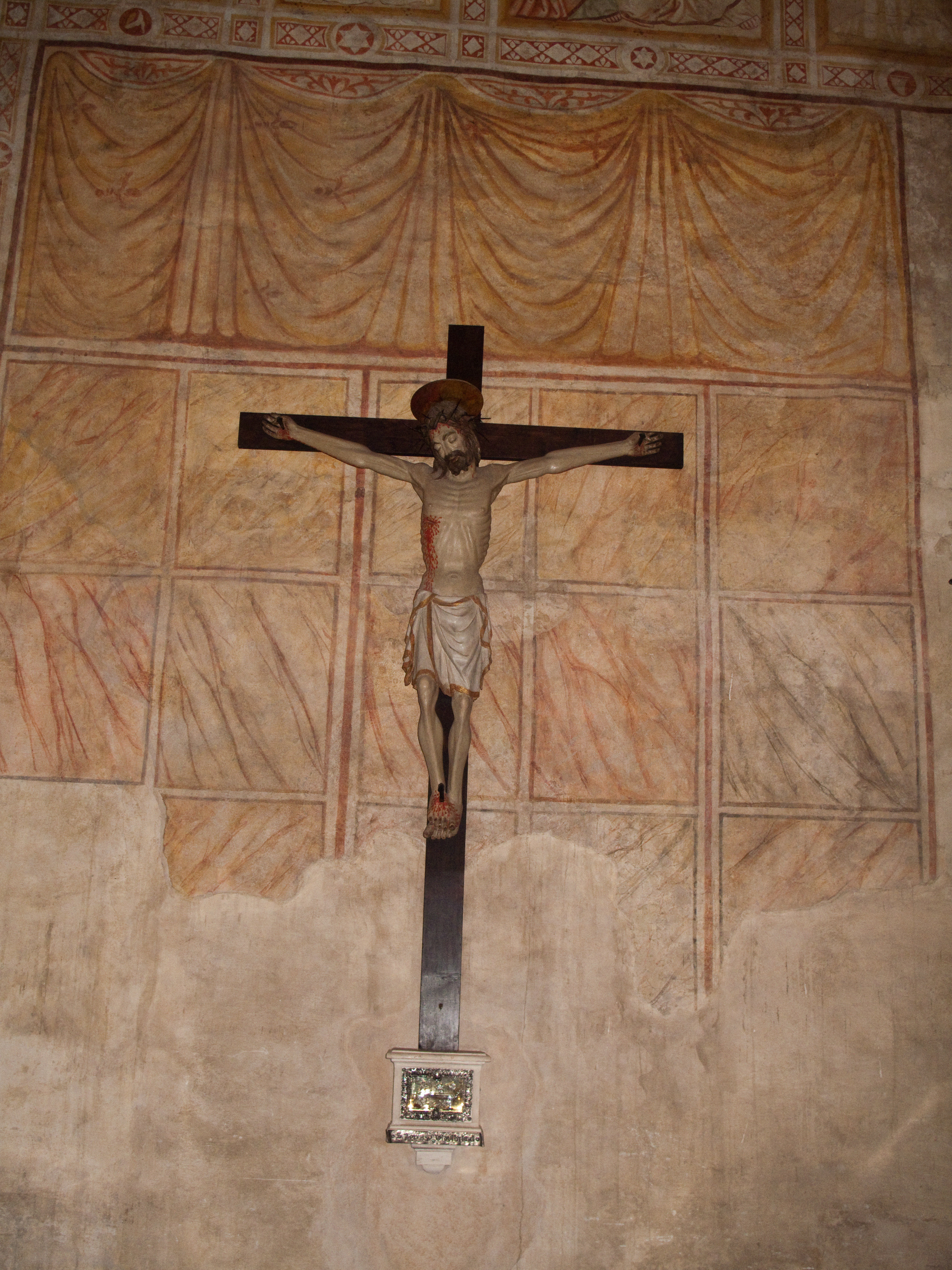
Crocifisso
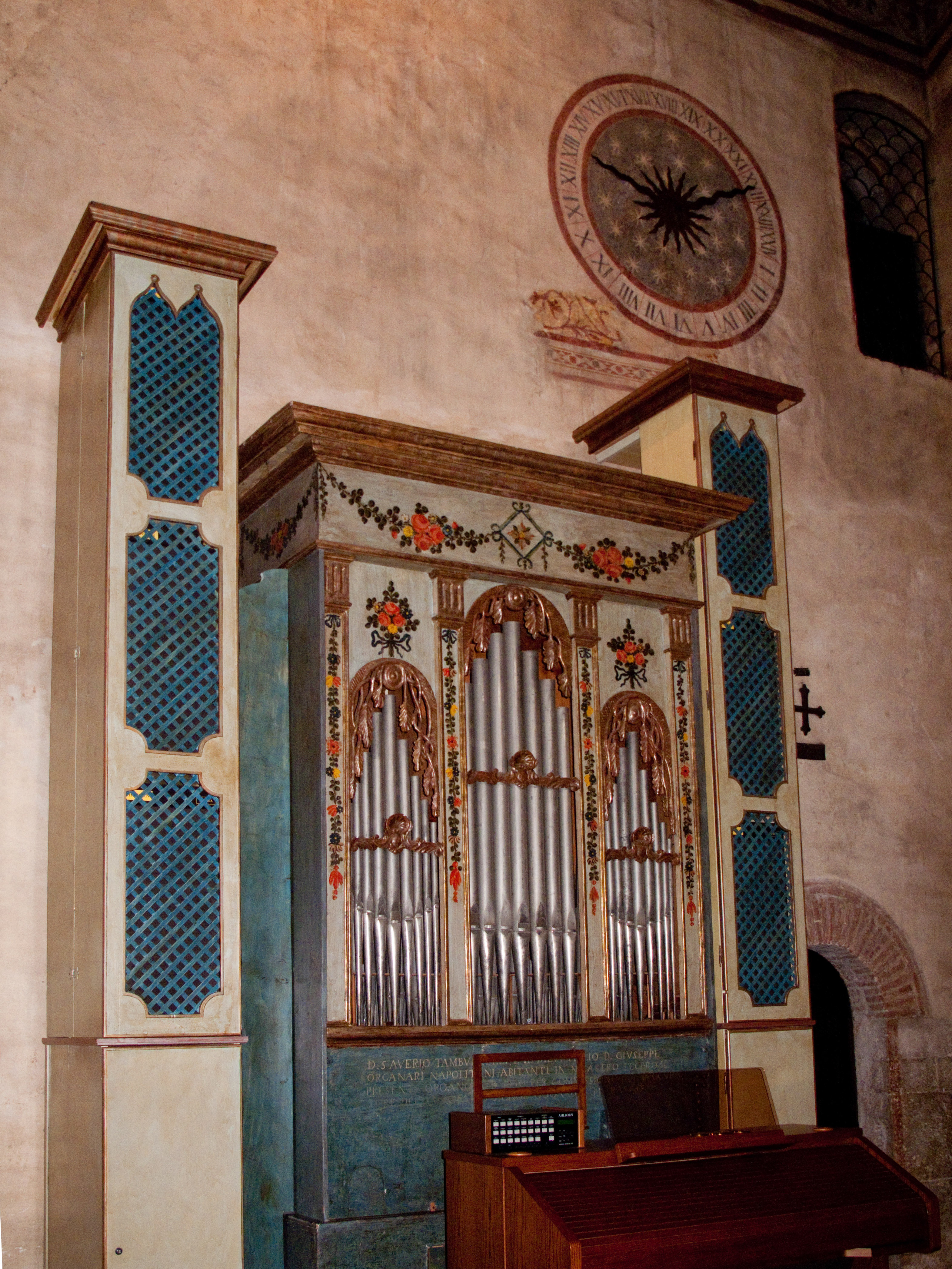
Organo
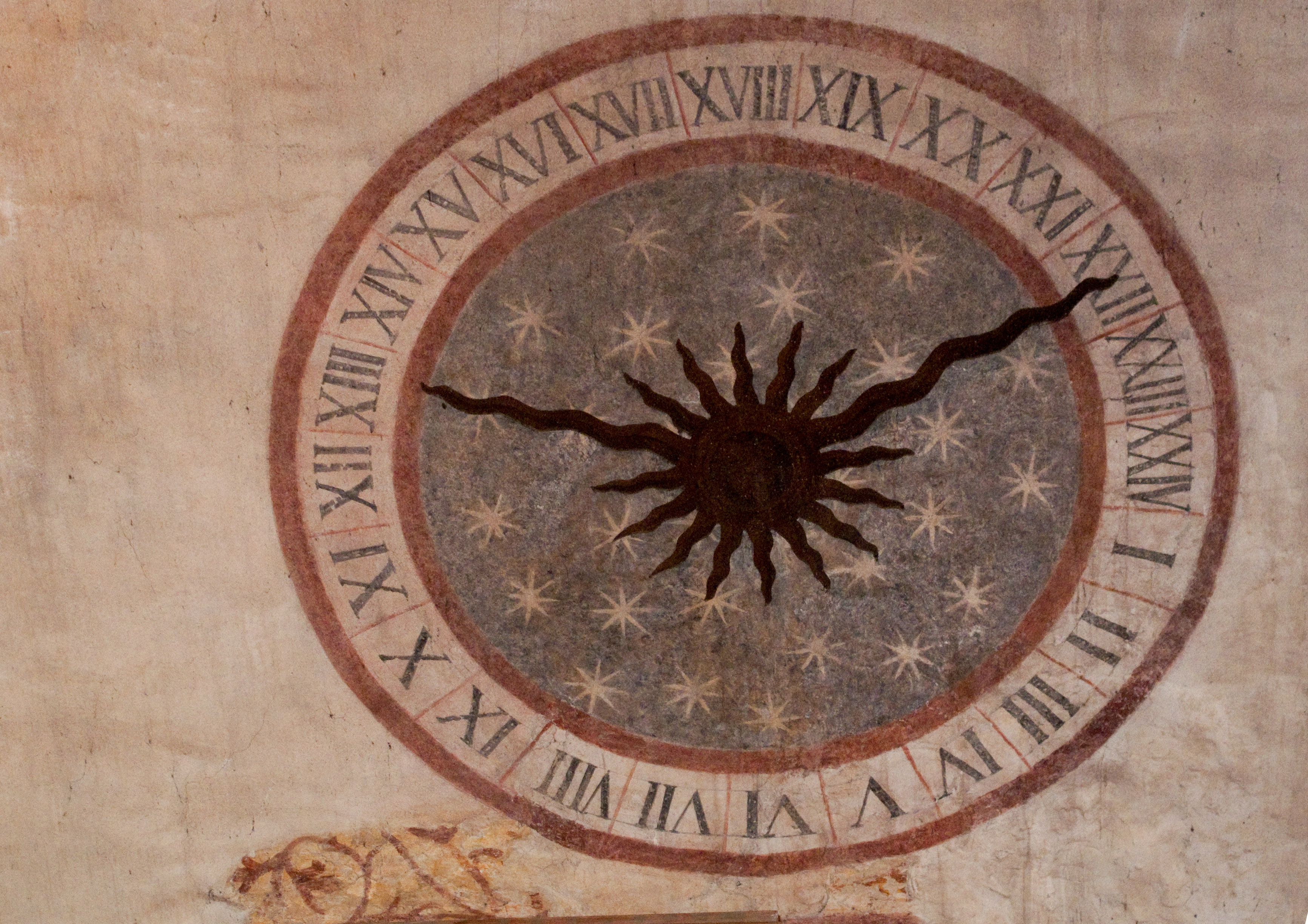
Orologio

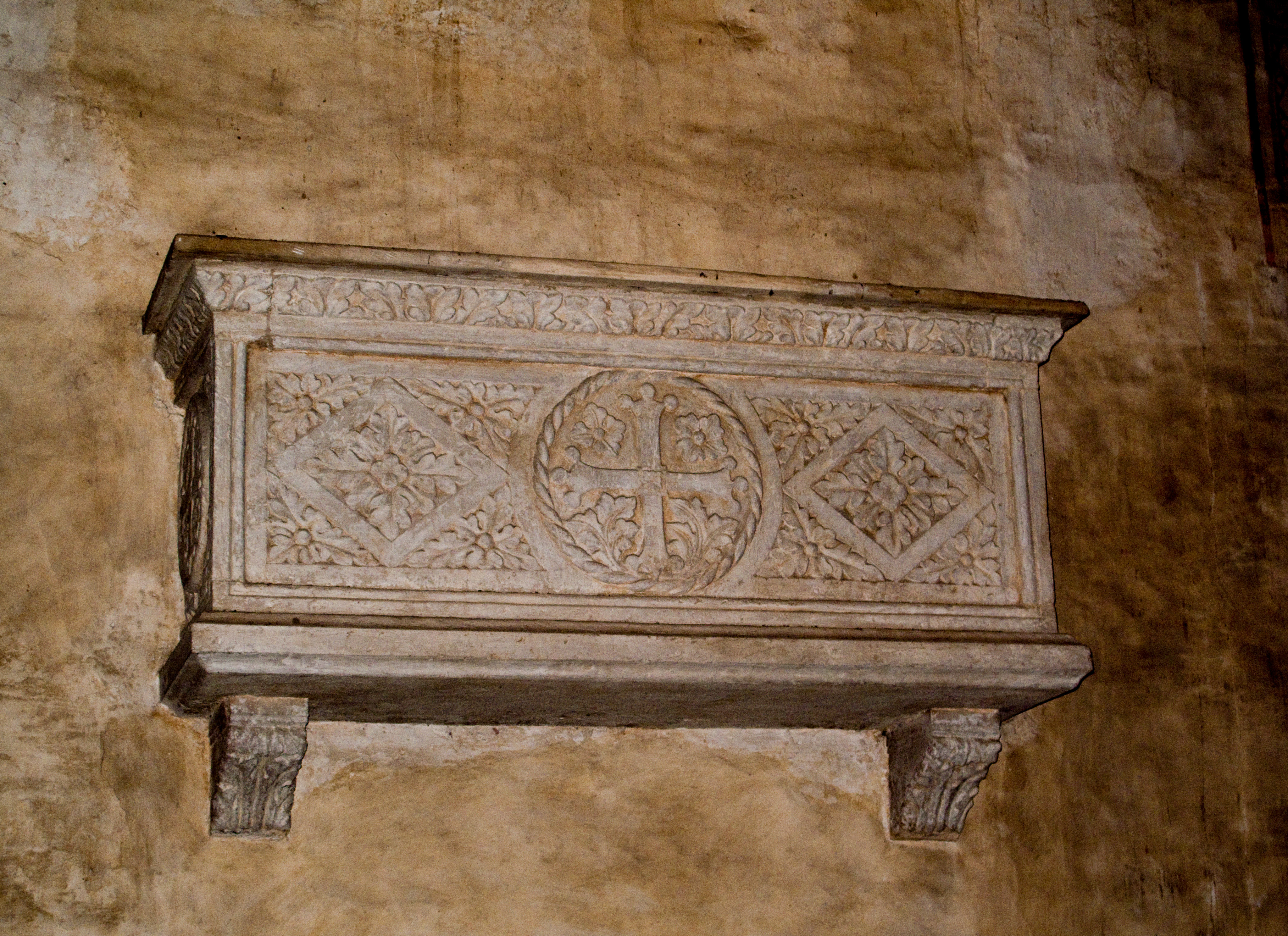
Sarcofago
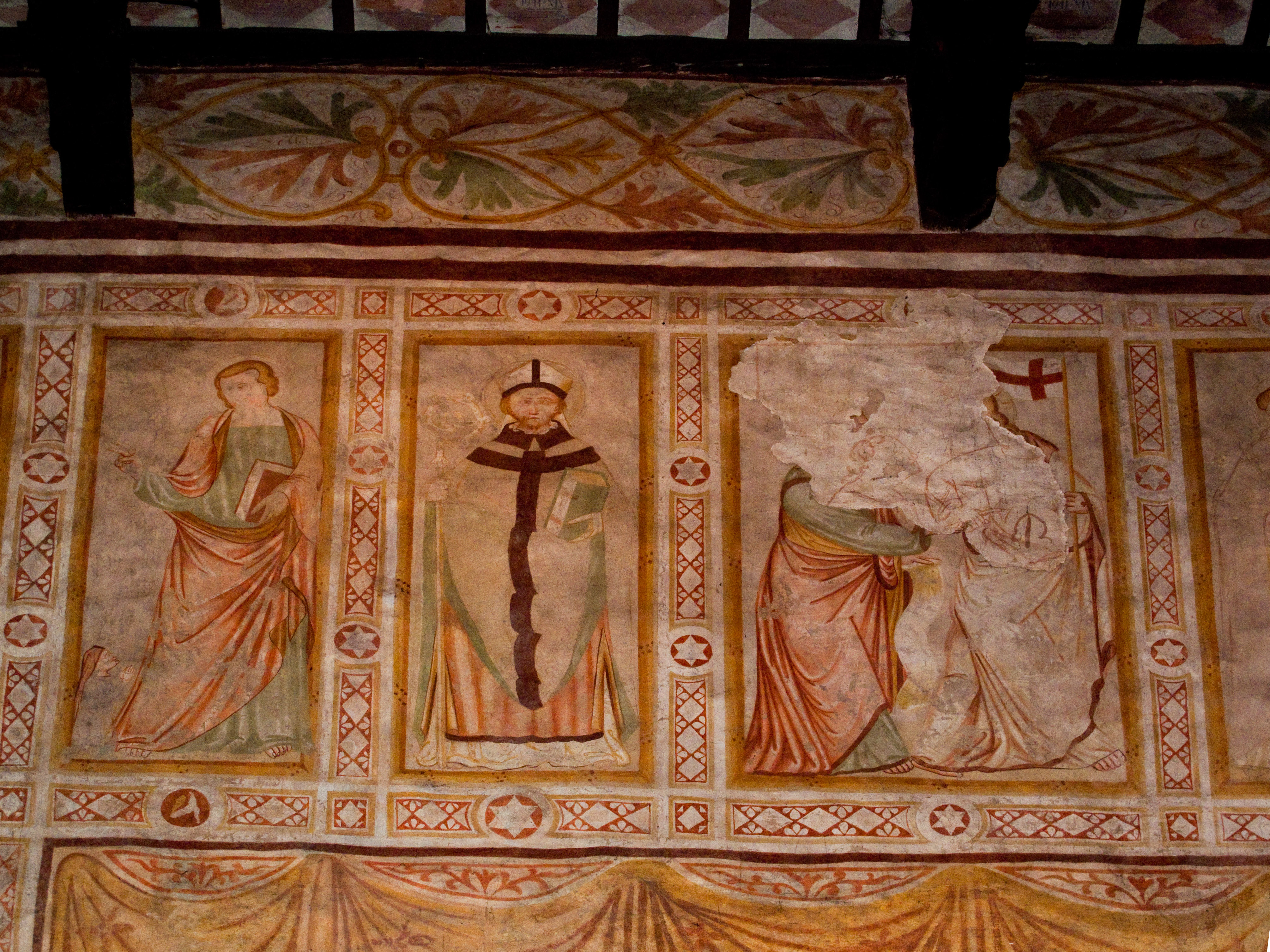
Affreschi
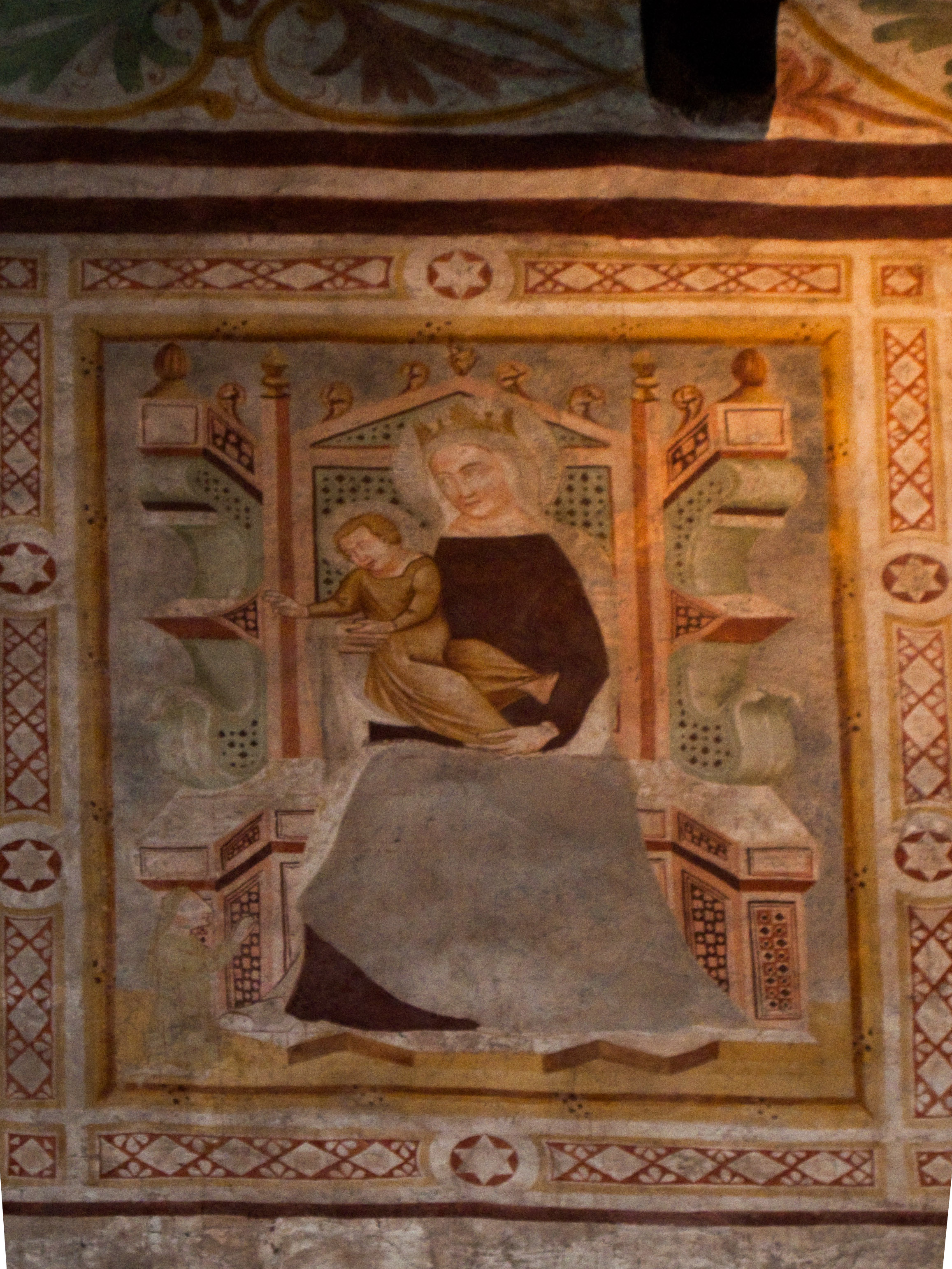
parete sinistra
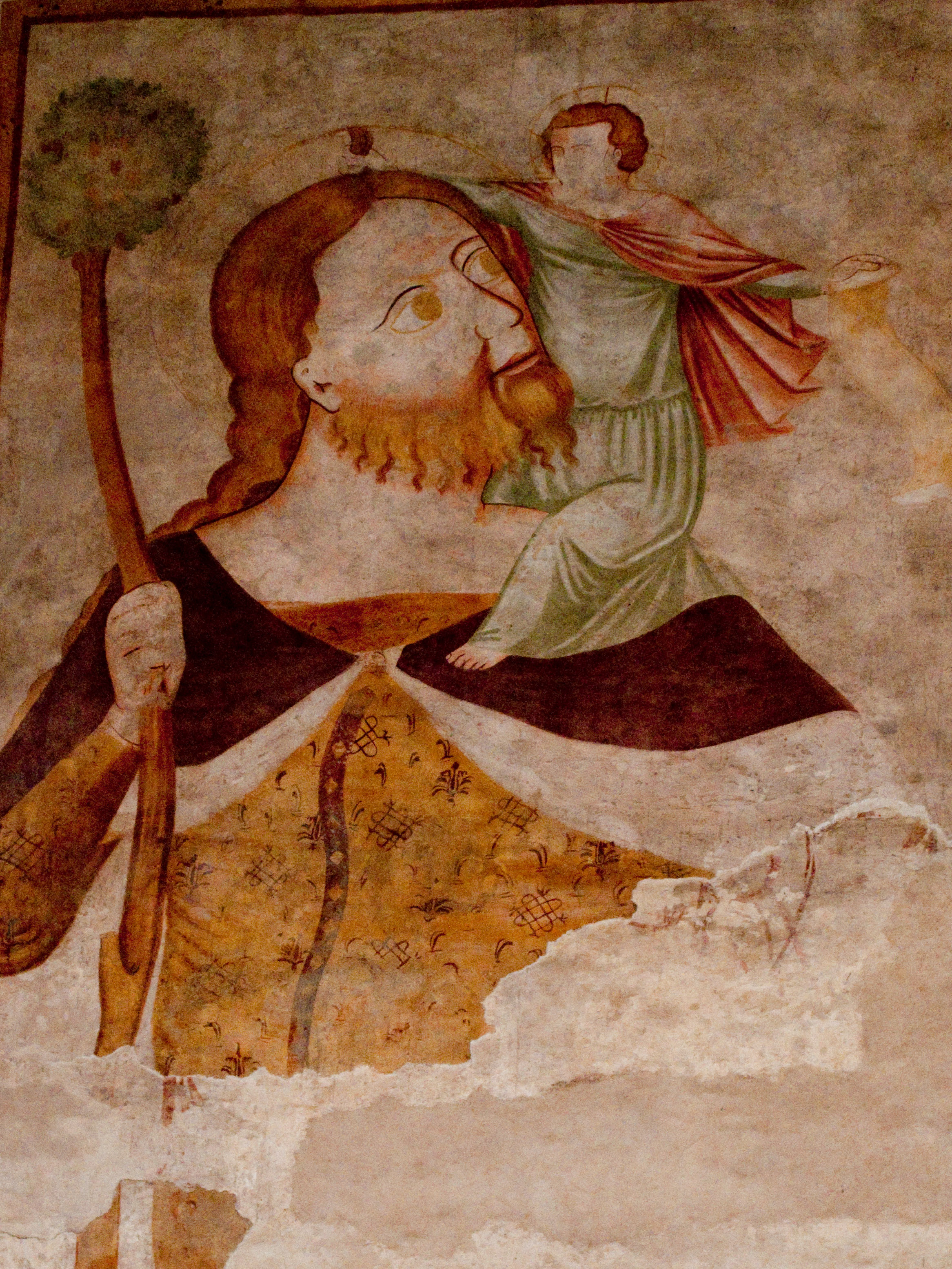
San Cristoforo

#### Volta

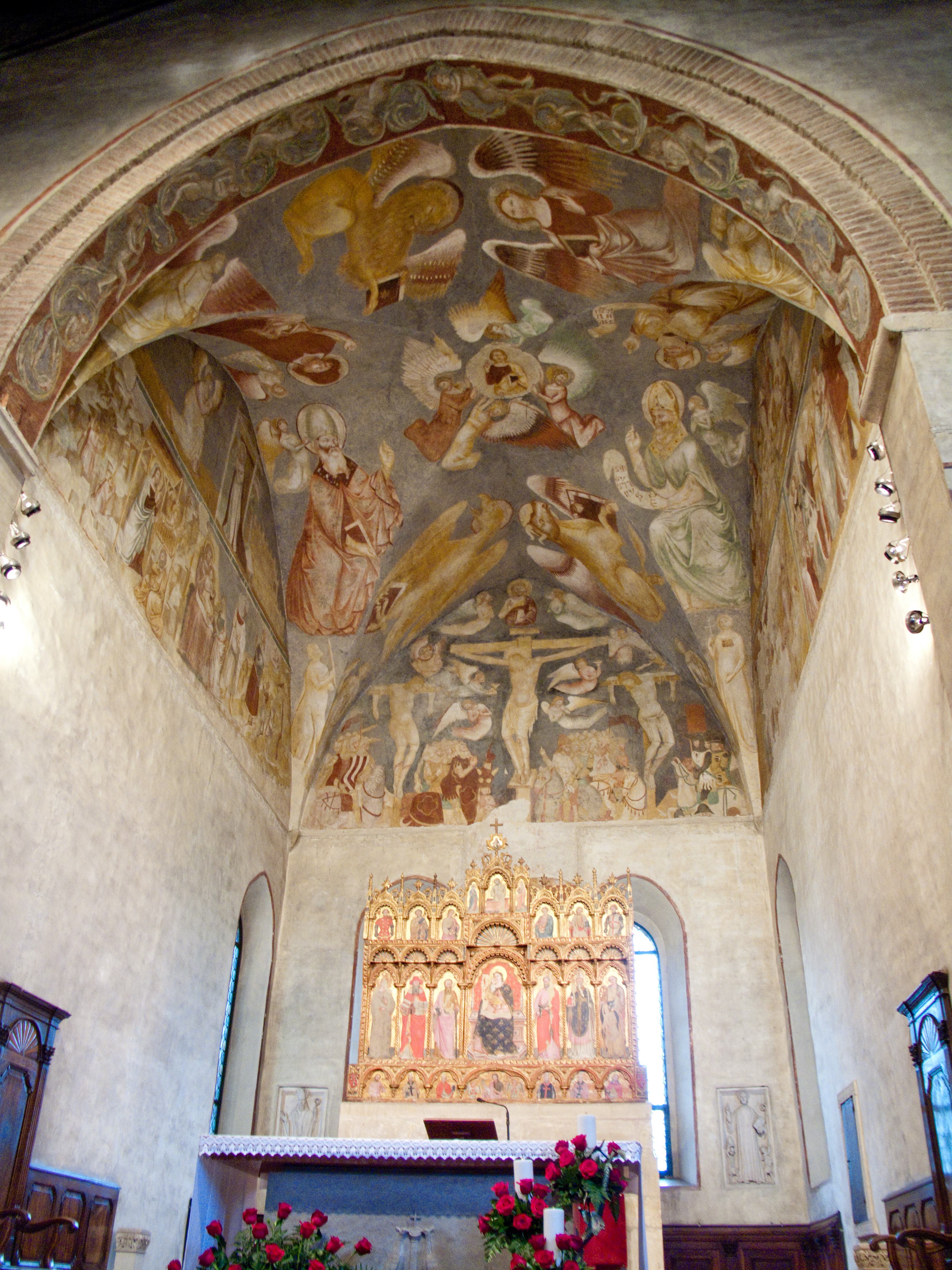
Volta e Cappella centrale

Nella volta della cappella maggiore i simboli degli Evangelisti alternati ai Dottori della Chiesa, Gregorio, Girolamo, Ambrogio e Agostino: ai loro piedi, angeli e figure allegoriche tra cui la Mansuetudine e la Speranza.
Nella chiave di volta è il Cristo in gloria fra gli angeli; nel rovescio dell'arco trionfale, la Madonna con il Bambino e angeli; nell'intradosso dell'arco, un festone di demonietti tripudianti. Nelle lunette, in due fasce, si possono vedere, a nord, l'Annunciazione, la nascita di Cristo, l'adorazione dei Magi; a sud, l'ultima cena, la lavanda dei piedi, la cattura di Cristo nell'orto.
Sulla parete di fondo, in alto è collocata la Crocifissione con sopra il Cristo e due angeli; sotto, sono due angeli, un sacerdote celebrante assistito da un chierico (Il Sacrificio della Nuova Legge), un sacerdote ebraico assistito da un giovane e alcuni capretti sgozzati (Il Sacrificio dell'Antica Legge).